# Wybory prezydenckie w Stanach Zjednoczonych w 2024 roku
Wybory prezydenckie w Stanach Zjednoczonych w 2024 roku – sześćdziesiąte wybory prezydenckie, w których głosowanie wyborców odbyło się 5 listopada 2024 roku i zakończyło się formalnym głosowaniem kolegium elektorów i podliczeniem głosów przez Kongres Stanów Zjednoczonych 6 stycznia 2025 roku. Celem wyborów było wyłonienie jednego z kandydatów na stanowisko 47. prezydenta Stanów Zjednoczonych i jednego z kandydatów na 50. wiceprezydenta Stanów Zjednoczonych na czteroletnią kadencję, która rozpoczęła się 20 stycznia 2025 roku i potrwa do 20 stycznia 2029 roku. W ich wyniku na 47. prezydenta został wybrany Donald Trump, ubiegający się o urząd prezydenta po raz trzeci.
Ustępującym prezydentem jest Joe Biden, który początkowo zgłosił swoją kandydaturę, został wybrany w prawyborach, jednak w późniejszym czasie zrezygnował z ubiegania się o reelekcję. Spośród dwóch głównych partii politycznych o najwyższy urząd w Stanach Zjednoczonych zmierzyli się Kamala Harris, kandydatka demokratów, będąca wówczas urzędującą 49. wiceprezydent Stanów Zjednoczonych oraz Donald Trump, miliarder i 45. prezydent Stanów Zjednoczonych.
Pierwsze wybory w historii USA, w których o najwyższy urząd ubiegała się kobieta innego koloru skóry niż biały, i drugie (ostatnimi były wybory w 2016), w których o urząd prezydenta ubiegała się kobieta jako kandydatka jednej z dwóch głównych sił politycznych w Stanach Zjednoczonych.
W wyborach prezydenckich w 2020 roku urzędujący prezydent i ubiegający się o reelekcję Donald Trump przegrał z kandydującym z ramienia Partii Demokratycznej Joe Bidenem. Trump publicznie wyrażał opinię, że wybory zostały sfałszowane. Złożył w związku z tym ponad 60 pozwów, ale żaden z nich nie został rozpatrzony na jego korzyść. 15 listopada 2022 roku Donald Trump potwierdził zamiar ubiegania się o ponowny wybór na prezydenta.
6 stycznia 2021 roku, przed zaprzysiężeniem Joego Bidena na prezydenta, doszło do ataku na Kapitol przeprowadzonego przez zwolenników Donalda Trumpa. Sam Trump został oskarżony o przyczynienie się do ataku przez dezinformację i namawianie swoich zwolenników do podjęcia działania. W jego sprawie zostało wszczęte śledztwo.
25 kwietnia 2023 roku urzędujący prezydent Joe Biden ogłosił, że zamierza ubiegać się o reelekcję. Przyznał, że głównym powodem jego decyzji było ogłoszenie swojej kandydatury przez byłego prezydenta Donalda Trumpa. Biden nazwał Trumpa zagrożeniem dla kraju i wyraził opinię, że przez Trumpa demokracja jest zagrożona, jednak po występie w debacie prezydenckiej w czerwcu 2024 roku, wielu Demokratów wezwało go do zawieszenia kampanii. Pomimo początkowego oporu, Biden wycofał się z wyścigu 21 lipca i poparł wiceprezydent Kamalę Harris.
5 listopada 2024 Donald Trump wygrał wybory zdobywając najwięcej głosów elektorskich - 312, podczas gdy Kamala Harris zdobyła ich 226. Trump wygrał we wszystkich swing states - w Arizonie, Teksasie, na Florydzie, w Georgii, Karolinie Północnej, Wisconsin, Michigan i Pensylwanii. Trump zwyciężył również w stanie Nevada, co czyni go pierwszym Republikaninem, który wygrał wybory prezydenckie w tym stanie od 2004 roku. Donald Trump wygrał także w głosowaniu powszechnym, zdobywając 77 302 580 głosów i stając się pierwszym członkiem Partii Republikańskiej, który zwyciężył w wyborach powszechnych od czasów George'a W. Busha w 2004 roku.
| 2020 ← 5 XI 2024 → 2028    | Donald Trump         | Kamala Harris        |
| -------------------------- | -------------------- | -------------------- |
| Mapa z wynikami wyborów    |                      |                      |
| Partia polityczna          | Partia Republikańska | Partia Demokratyczna |
| Stan rezydencji            | Floryda              | Kalifornia           |
| Kandydat na wiceprezydenta | J.D. Vance           | Tim Walz             |
| Głosy elektorskie          | 312                  | 226                  |
| Głosy powszechne           | 77 302 580           | 75 017 613           |
| Stany                      | 31 + ME-02           | 19 + DC + NE-02      |
| Wynik procentowy           | 49,80%               | 48,32%               |

## Podstawa prawna

### Termin wyborów
Artykuł 2., sekcja 1. Konstytucji Stanów Zjednoczonych określa, że prezydent jest wybierany na czteroletnią kadencję. Konstytucja weszła w życie 4 marca 1789 roku. Pierwsze wybory prezydenckie odbywały się w różnych stanach i w różnych terminach w latach 1788 i 1789. Dlatego wybory od 1788 roku odbywały się regularnie co 4 lata w XVIII, XIX, XX i XXI wieku. Rok 2024 jest jednym z tych, które na tej podstawie zostały wyznaczone do przewidzenia wyborów prezydenckich.
Zgodnie z ustawą An act to establish a uniform time for holding elections for electors of President and Vice-President in all the States of the Union z 23 stycznia 1845 roku wybory prezydenckie muszą odbyć się w pierwszy wtorek po pierwszym poniedziałku listopada roku wyborów. W 2024 roku ta data przypada na 5 listopada.
Do 11 grudnia 2024 poszczególne stany wydadzą potwierdzenia wyboru obywateli, które staną się podstawą dla głosowania elektorów, planowanego na 17 grudnia. Do czwartej środy grudnia, czyli 25 grudnia, głosy powinny dotrzeć do senatu i biura National Archives. 6 stycznia 2025 roku nowy Kongres oficjalnie podliczy głosy elektorów i ogłosi wyniki wyborów na prezydenta i wiceprezydenta Stanów Zjednoczonych. Zaprzysiężenie na nową kadencję jest planowane na 20 stycznia 2025 roku w południe.

### Sposób wyboru prezydenta
Zgodnie z artykułem 2., sekcja 1. Konstytucji Stanów Zjednoczonych prezydenta i wiceprezydenta wybiera Kolegium Elektorów na określonych przez konstytucję zasadach. Każdy stan i Dystrykt Kolumbia mianuje liczbę elektorów równą całkowitej liczbie senatorów i reprezentantów, jaka przypada danemu terytorium w Kongresie. Sposób wyznaczenia elektorów określa każde terytorium z osobna. Każde terytorium przed 2024 rokiem wprowadziło przepisy, zgodnie z którymi obywatele mogą oddawać głosy na kandydatów na prezydenta w wyborach powszechnych i na podstawie wyników głosowania terytoriu, deleguje na wybory prezydenckie elektorów przypisanych do odpowiedniego kandydata. Większość stanów i Dystrykt Kolumbia wprowadziły system, według którego zwycięski kandydat w danym stanie lub dystrykcie pozyskuje liczbę elektorów równą całkowitej liczbie elektorów przypisanych do danego stanu. Artykuł 2., sekcja 1. Konstytucji Stanów Zjednoczonych określa też, kto może zostać elektorem. Prawo federalne nie zobowiązuje elektorów do zagłosowania na określonego kandydata, ale niektóre stany przewidują kary w przypadku niezagłosowania na kandydata przypisanego do danego elektora.
Prawo nie przewiduje reprezentacji w Kolegium Elektorów dla terytoriów zależnych, czyli Guam, Marianów Północnych, Portoryka, Samoa Amerykańskiego i Wysp Dziewiczych. Oznacza to, że obywatele tych rejonów, pomimo bycia obywatelami Stanów Zjednoczonych, nie mogą brać udziału w wyborach prezydenckich.
Zgodnie z artykułem 2., sekcja 1. Konstytucji Stanów Zjednoczonych, osoba, która zdobędzie większość głosów w Kolegium Elektorów zostaje prezydentem. Jeśli żaden kandydat nie uzyska większości, wyboru prezydenta dokonuje Izba Reprezentantów na specjalnych zasadach. Prezydentem może zostać tylko osoba, która od urodzenia jest obywatelem Stanów Zjednoczonych, ukończyła 35 lat i mieszka na terenie Stanów Zjednoczonych przynajmniej przez 14 lat.

### Kadencja
Zgodnie z 20. poprawką do Konstytucji Stanów Zjednoczonych początek kadencji prezydenta zaczyna się w południe 20 stycznia kolejnego roku po wyborach prezydenckich. Zgodnie z tym prawem początek kadencji prezydenta wybranego w roku 2024 zaczyna się w południe 20 stycznia 2025, a kończy 20 stycznia 2029 roku. Artykuł 2., sekcja 1. Konstytucji Stanów Zjednoczonych stanowi, że jeśli urząd prezydenta zostaje opróżniony w trakcie kadencji lub prezydent elekt jest niezdolny do przejęcia urzędu, do końca kadencji urząd pełni wiceprezydent, a w przypadku niezdolności wiceprezydenta do pełnienia urzędu, zastępuje go inny urzędnik zgodnie z ustawami uchwalonymi przez Kongres.

## Główni kandydaci

### Partia Demokratyczna
25 kwietnia 2023 roku, Prezydent Joe Biden ogłosił, że będzie ubiegał się o reelekcję, pozostawiając wiceprezydent Kamalę Harris jako swoją kandydaturę na wiceprezydenta. 12 marca 2024 roku Biden uzyskał większość delegatów, stając się oficjalnie potencjalnym kandydatem Demokratów na prezydenta. 21 lipca 2024 roku Biden opublikował na platformie X oświadczenie, że wycofuje się z wyścigu prezydenckiego, umożliwiając Partii Demokratycznej wybór nowego kandydata. W następnym oświadczeniu poinformował, że popiera urzędującą wiceprezydent Kamalę Harris w ubieganiu się o nominację na prezydenta. Pod koniec następnego dnia, 22 lipca, Harris uzyskała wystarczające poparcie delegatów, aby zostać nowym przypuszczalnym kandydatem Partii Demokratycznej. Ze względu na obawy dotyczące terminów głosowania w Ohio, partia 2 sierpnia przeprowadziła wirtualne głosowanie delegatów w celu wybrania kandydata partii przed osobistą konwencją, na której Harris zapewniła sobie większość głosów delegatów. Harris zapewniła sobie nominację po zamknięciu głosowania 5 sierpnia. Następnego dnia Harris wybrała gubernatora Minnesoty Tima Walza na swojego kandydata na wiceprezydenta.
| Kandydaci Partii Demokratycznej na rok 2024      |                                          |
| Kamala Harris                                    | Tim Walz                                 |
| na Prezydenta                                    | na Wiceprezydenta                        |
|                                                  |                                          |
| 49. Wiceprezydent Stanów Zjednoczonych (od 2021) | 41. Gubernator stanu Minnesota (od 2019) |
|                                                  |                                          |

### Partia Republikańska
12 marca 2024 roku, Donald Trump oficjalnie został przypuszczalnym kandydatem Partii Republikańskiej na prezydenta. 15 lipca 2024 roku, pierwszego dnia Narodowej Konwencji Republikanów, Trump oficjalnie ogłosił, że jego kandydatem na wiceprezydenta będzie senator J.D. Vance. Trump kilka dni wcześniej przeżył zamach z raną postrzałową w ucho.
| Kandydaci Partii Republikańskiej na rok 2024   |                                    |
| Donald Trump                                   | J.D. Vance                         |
| na Prezydenta                                  | na Wiceprezydenta                  |
|                                                |                                    |
| 45. Prezydent Stanów Zjednoczonych (2017–2021) | 37. Senator stanu Ohio (2023–2025) |
|                                                |                                    |

## Kandydaci ze strony trzeciej i niezależni

### Znaczące nominacje partyjne

#### Partia Libertariańska
Chase Oliver został wybrany przez Partię Libertariańską na swojego kandydata na prezydenta 26 maja 2024 roku, podczas Narodowej Konwencji Libertarian.
| Kandydaci Partii Libertariańskiej na rok 2024 |                       |
| Chase Oliver                                  | Mike ter Maat         |
| na Prezydenta                                 | na Wiceprezydenta     |
|                                               |                       |
| Kierownik ds. sprzedaży z Georgii             | Ekonomista z Wirginii |
|                                               |                       |

#### Partia Zielonych
Jill Stein ogłosiła 26 maja 2024 roku, że jej kampania zgromadziła wystarczającą liczbę delegatów, aby zapewnić nominację Partii Zielonych i tym samym stała się prawdopodobną kandydatką. 16 sierpnia Stein wybrała naukowca Rudolpha „Butcha” Ware’a jako kandydata na wiceprezydenta.
| Kandydaci Partii Zielonych na rok 2024 |                        |
| Jill Stein                             | Butch Ware             |
| na Prezydenta                          | na Wiceprezydenta      |
|                                        |                        |
| Lekarz z Massachusetts                 | Naukowiec z Kalifornii |
|                                        |                        |

### Kandydaci niezależni
Sondaże ogólnokrajowe uwzględniały następujące osoby, które zgłosiły swoją kandydaturę:
- Cornel West[33] – filozof, który 5 czerwca 2023 roku zapowiedział swoją kandydaturę z ramienia Partii Populistycznej[34]. 14 czerwca ogłosił, że jednak będzie ubiegał się o nominację z ramienia Partii Zielonych[35]. 5 października wycofał się z decyzji i zapowiedział swoją kandydaturę jako kandydat niezależny[36].

### Wycofani kandydaci
- Robert F. Kennedy Jr.[33] – aktywista antyszczepionkowy, który 5 kwietnia 2023 roku ogłosił swoją kandydaturę w prawyborach Partii Demokratycznej[37], ale 10 października 2023 roku zrezygnował i zapowiedział udział w wyborach jako kandydat niezależny[38]. 23 sierpnia Kennedy Jr. ogłosił, iż zawiesza swoją kampanię prezydencką i poparł Donalda Trumpa[39].

## Zgłoszone kandydatury
W Stanach Zjednoczonych od połowy XIX wieku funkcjonował system dwupartyjny. Jedynymi partiami uznawanymi za istotne przez środki masowego przekazu zazwyczaj były Partia Demokratyczna i Partia Republikańska. Przypadki, kiedy osoby niezwiązane z żadną z tych partii wygrywały w tym czasie wybory do Kongresu były rzadkie. Ostatni raz kandydat innego środowiska pozyskał w głosowaniu powszechnym jakiekolwiek głosy elektorskie w 1968 roku.
Od 1912 roku Partia Demokratyczna i Partia Republikańska przeprowadzają ogólnokrajowe prawybory do wyznaczenia partyjnych kandydatów na prezydenta.
Poniżej wymienieni zostali tylko kandydaci, którzy byli brani pod uwagę w sondażach ogólnokrajowych, otrzymali głosy elektorskie lub zostali wyróżnieni przez swoją partię w przypadku, gdy sondaże brały pod uwagę kandydata danej partii, ale nie podawały konkretnej osoby.

### Partia Demokratyczna

#### Zwycięzca prawyborów w Partii Demokratycznej

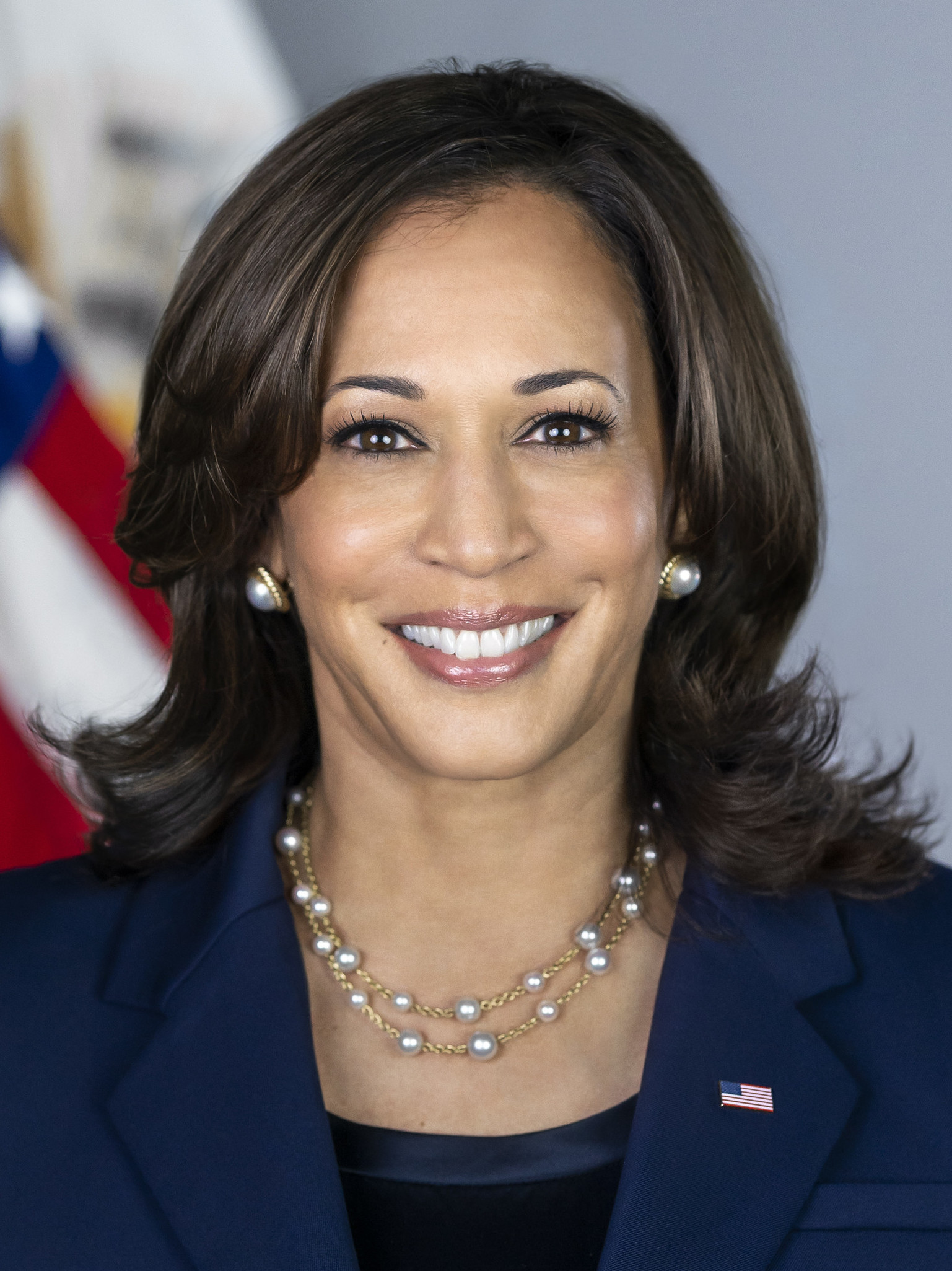
Kamala Harris

#### Pozostali uczestnicy prawyborów w Partii Demokratycznej

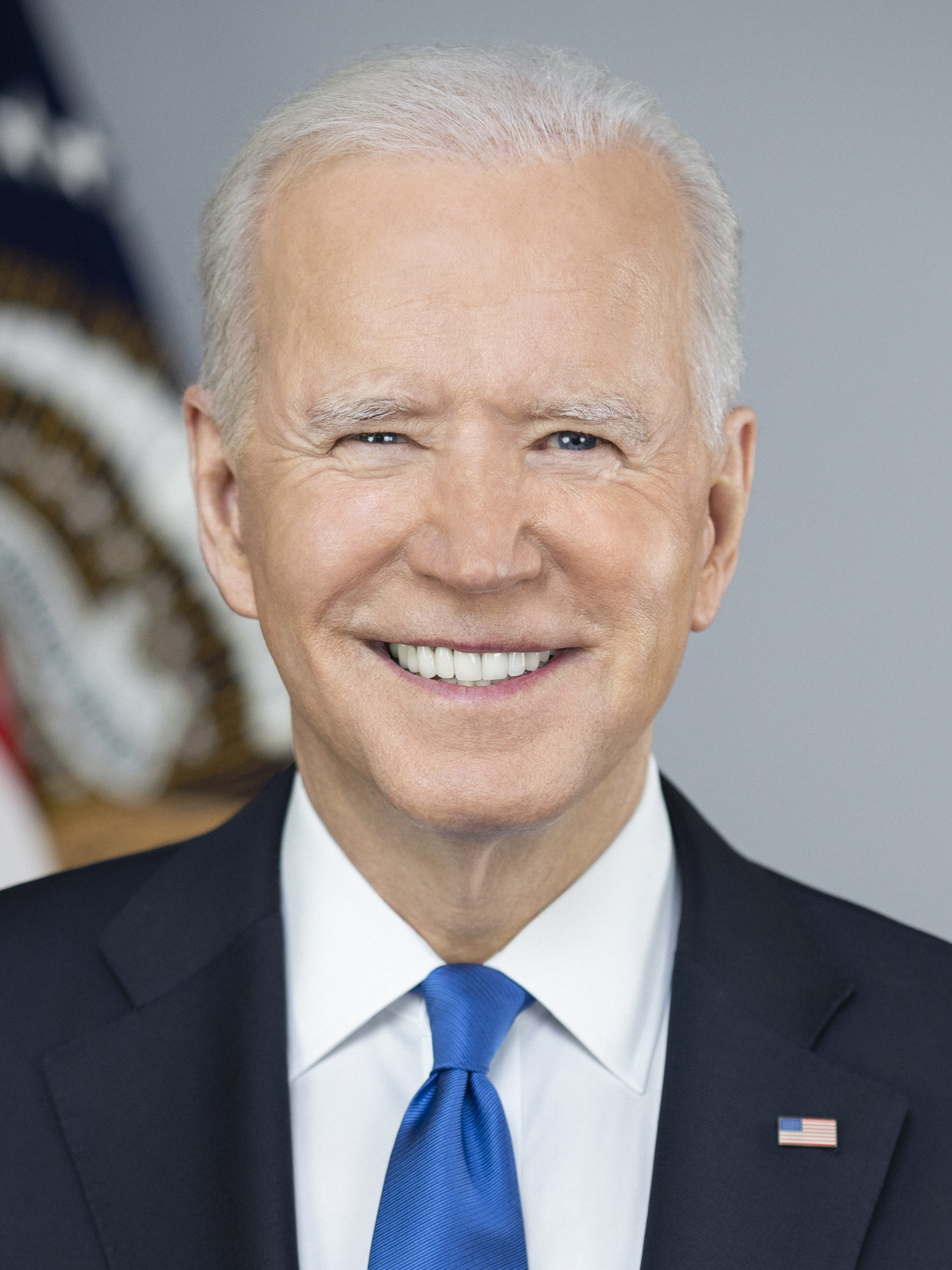
Joe Biden
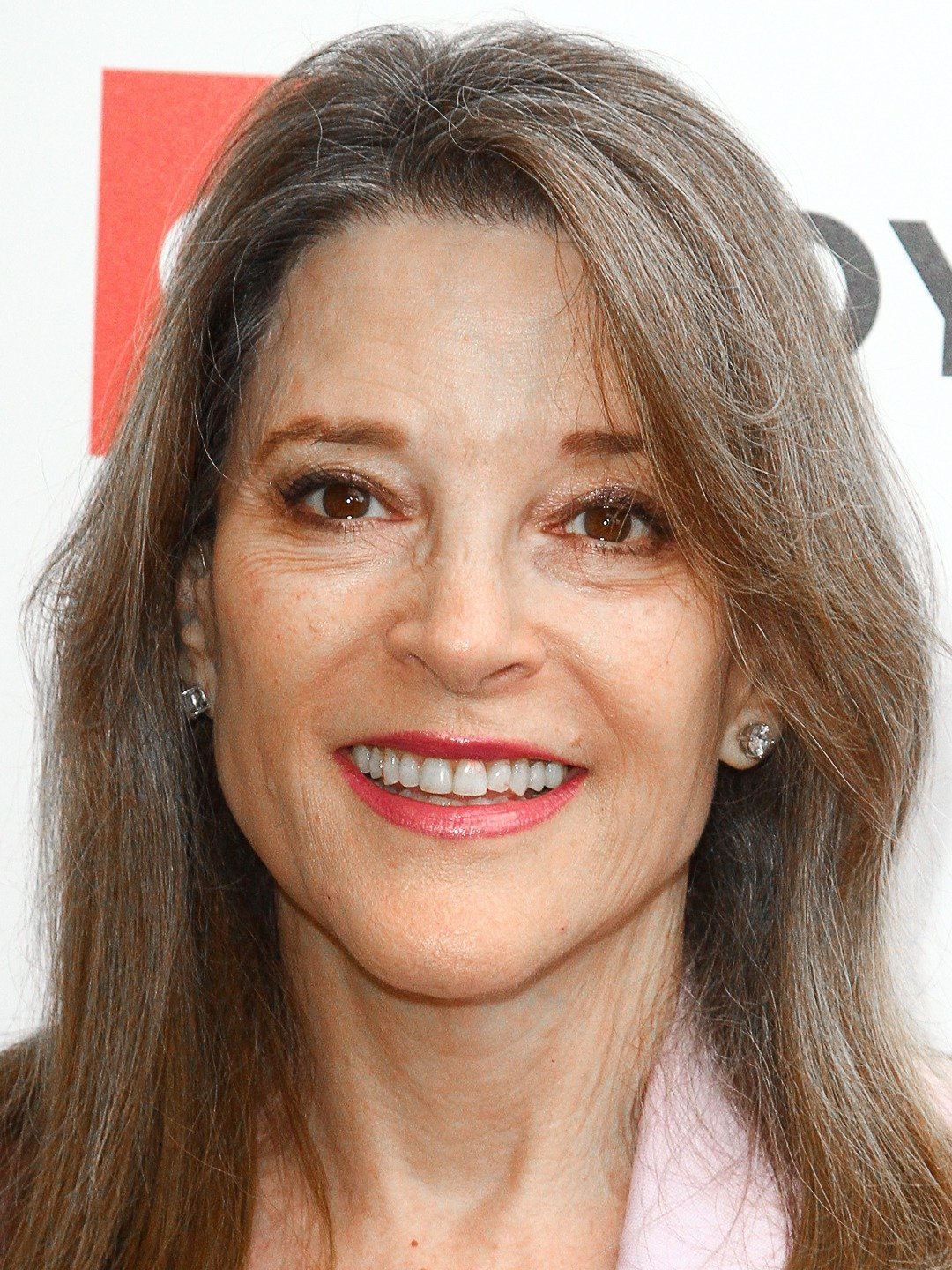
Marianne Williamson
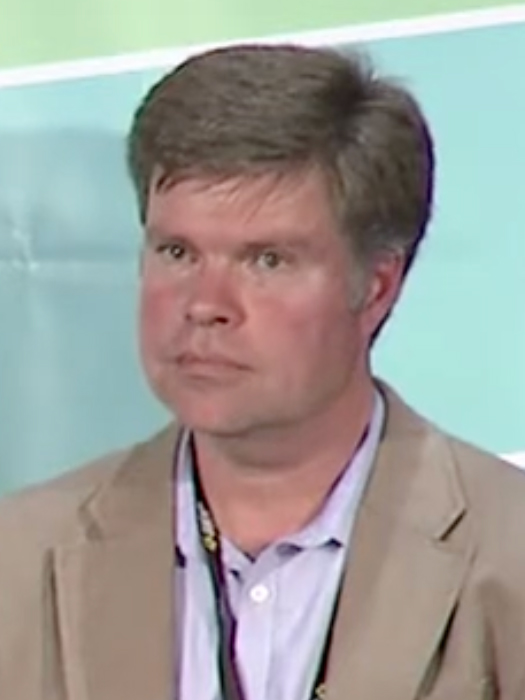
Jason Palmer(inne języki)
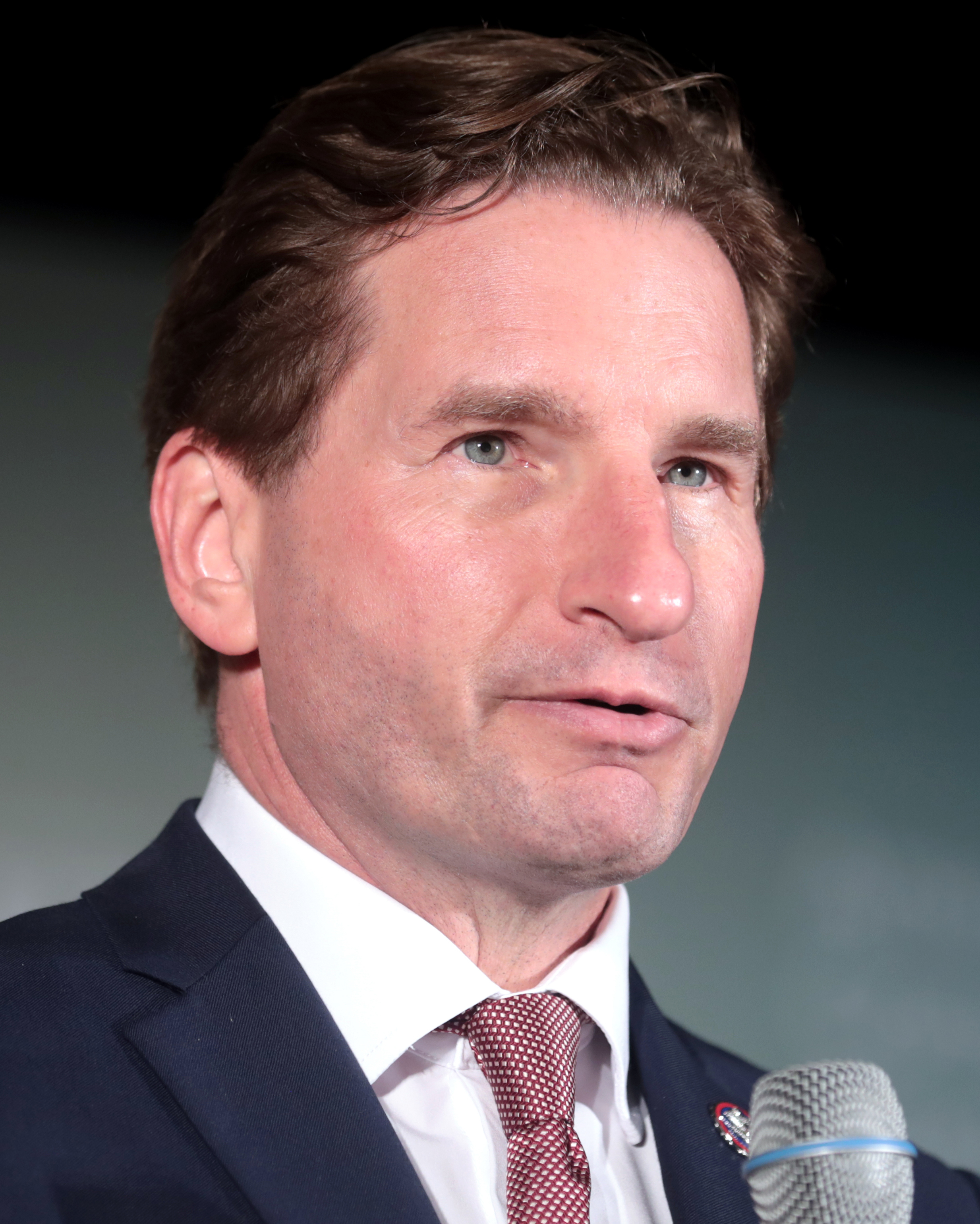
Dean Phillips
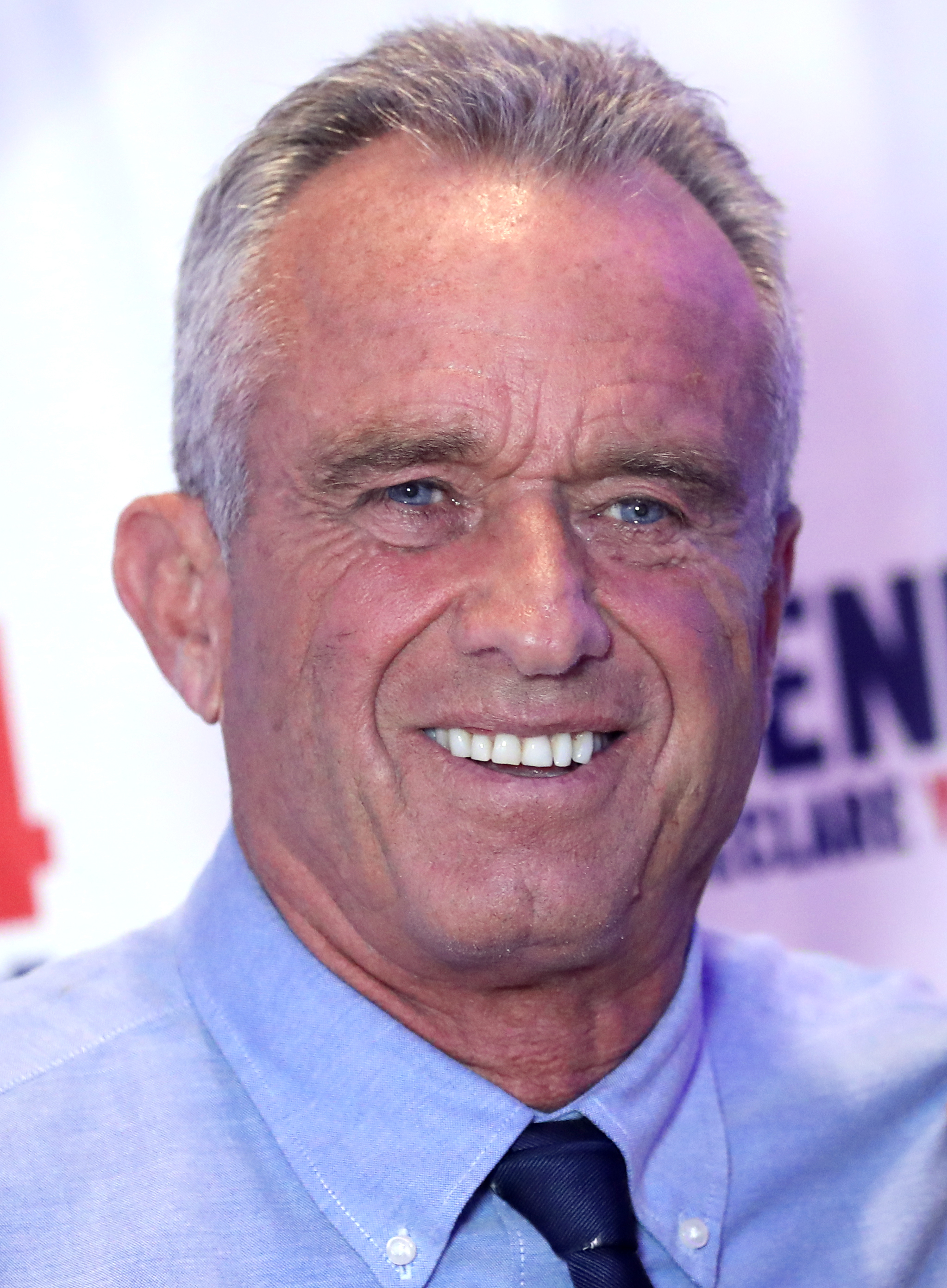
Robert F. Kennedy Jr.

### Partia Republikańska

#### Zwycięzca prawyborów w Partii Republikańskiej

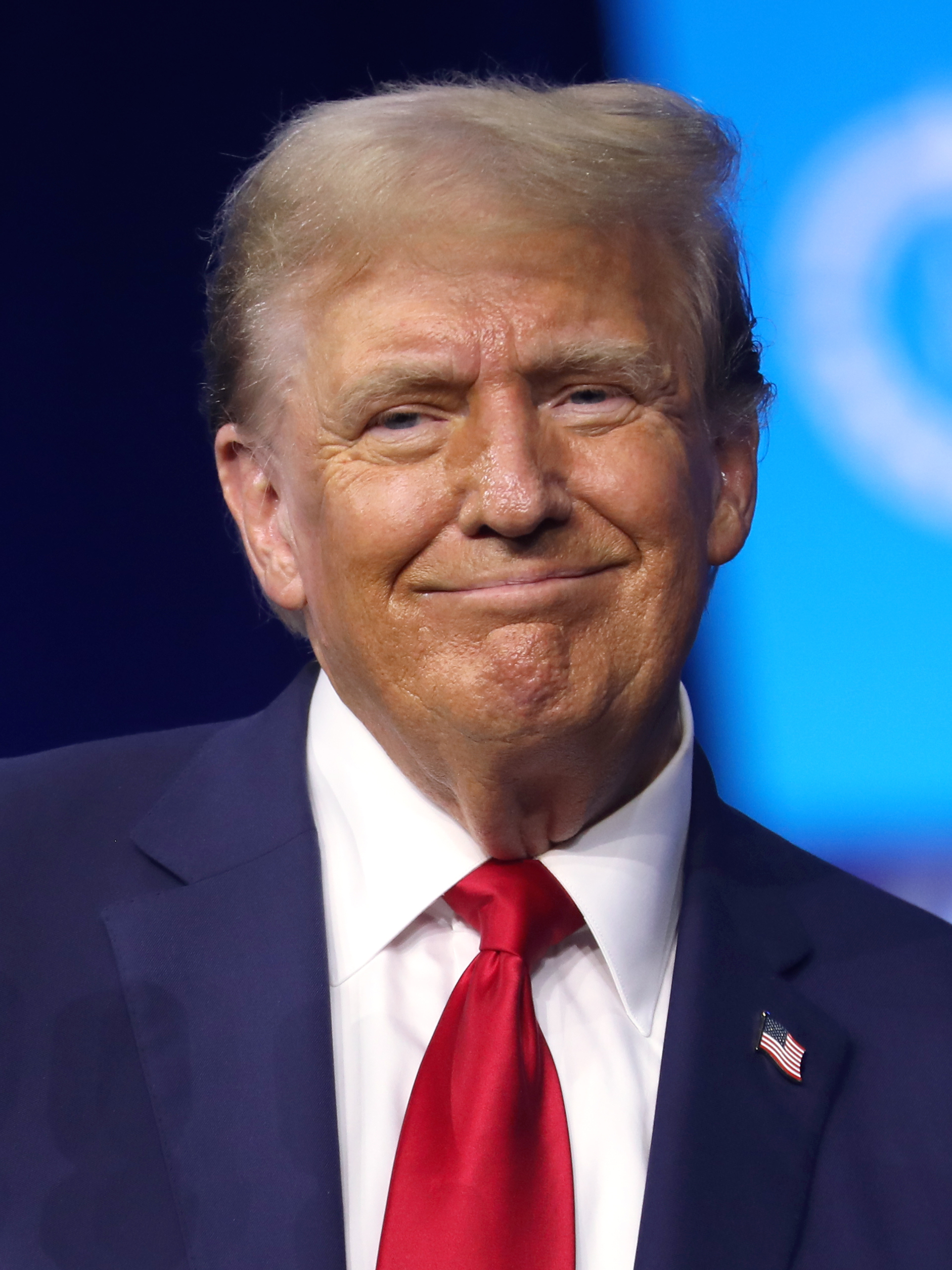
Donald Trump

#### Pozostali uczestnicy prawyborów w Partii Republikańskiej

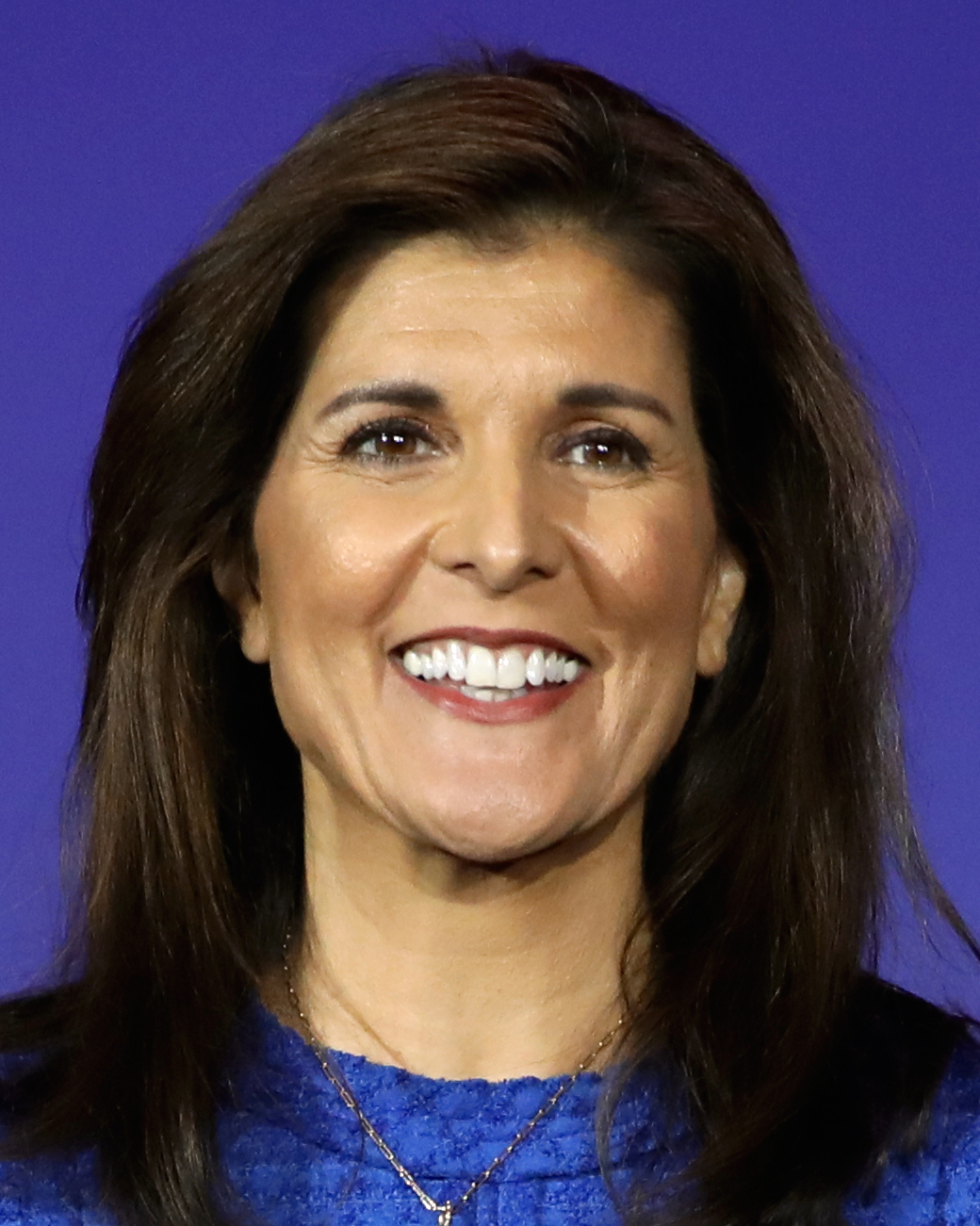
Nikki Haley
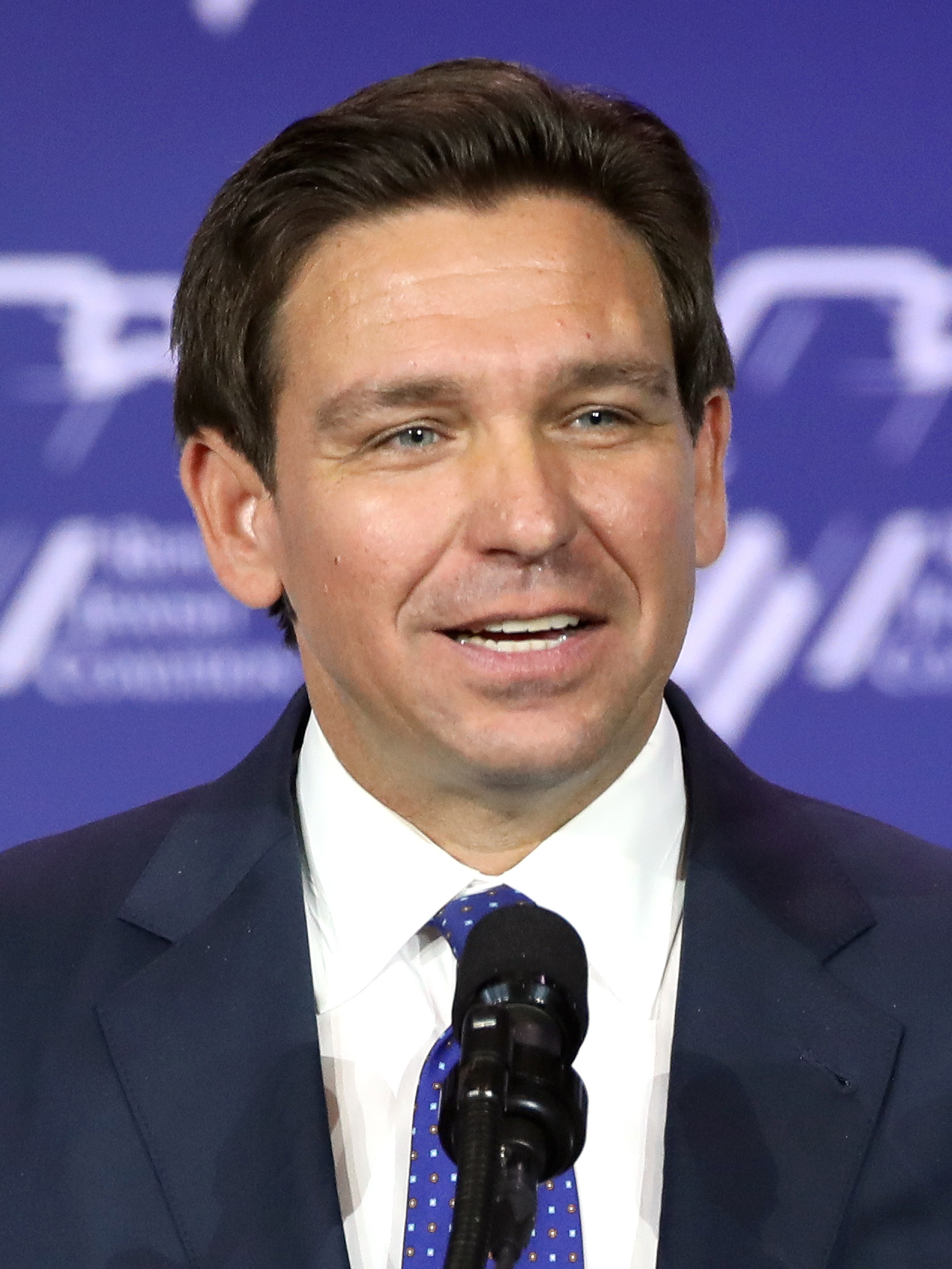
Ron DeSantis
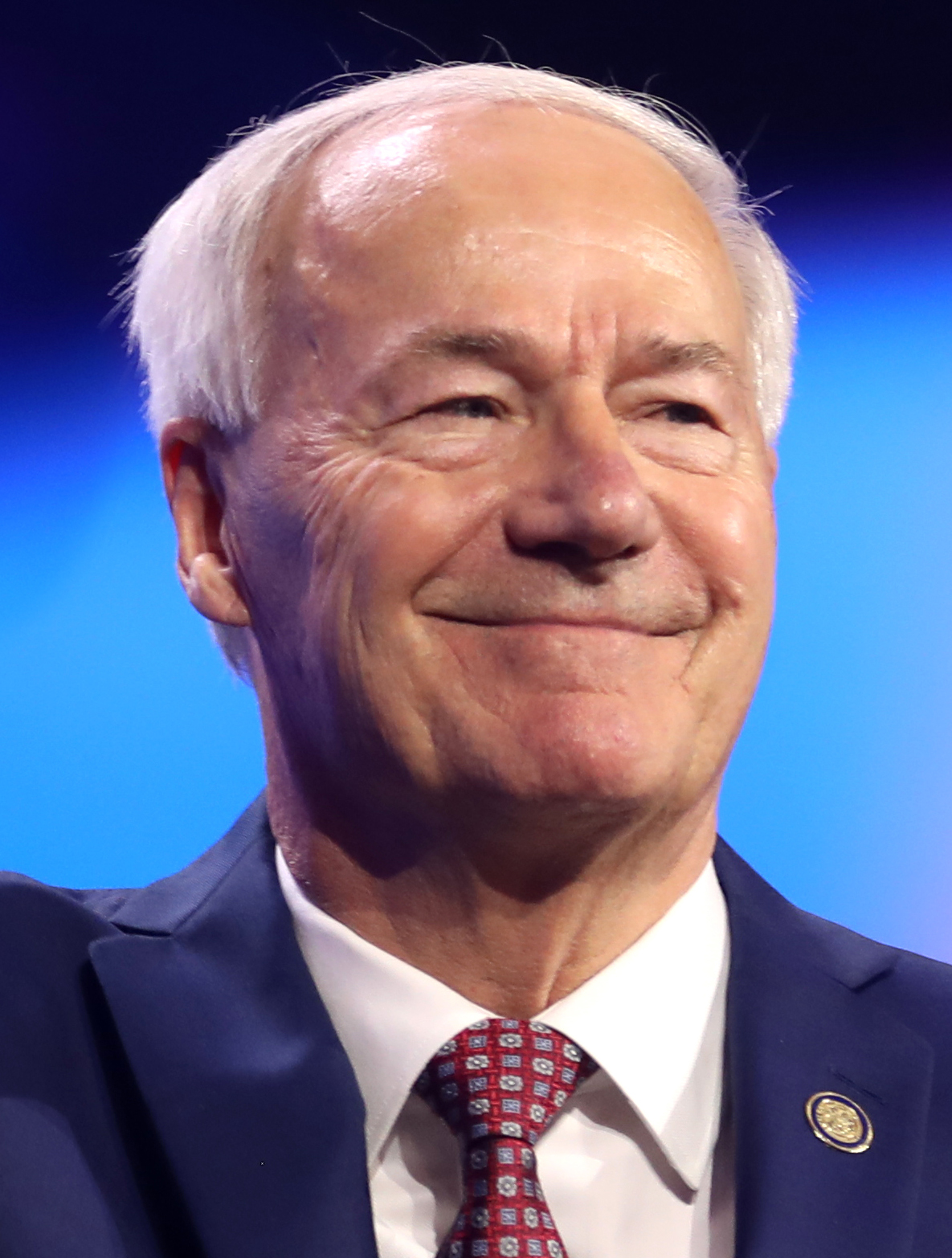
Asa Hutchinson
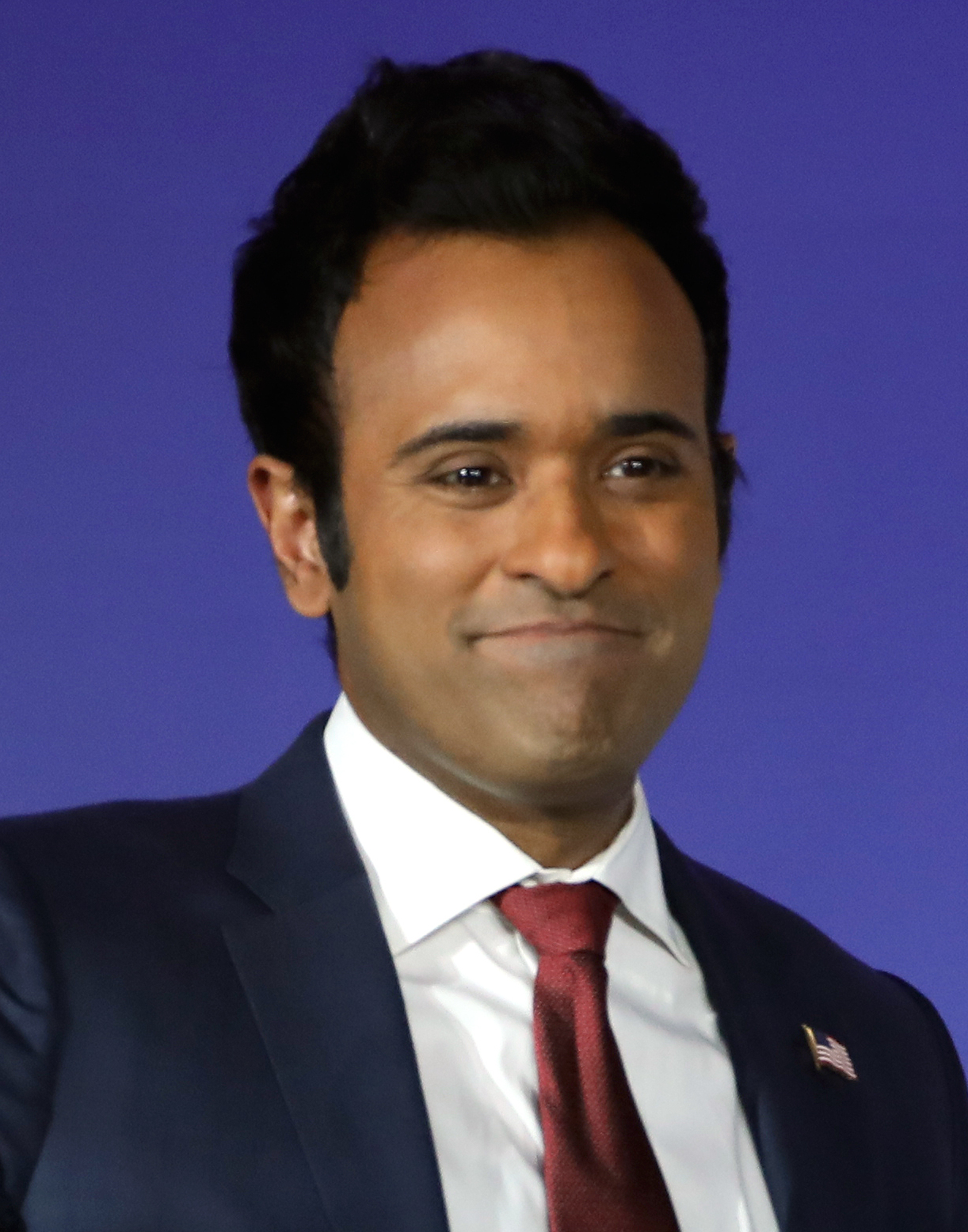
Vivek Ramaswamy
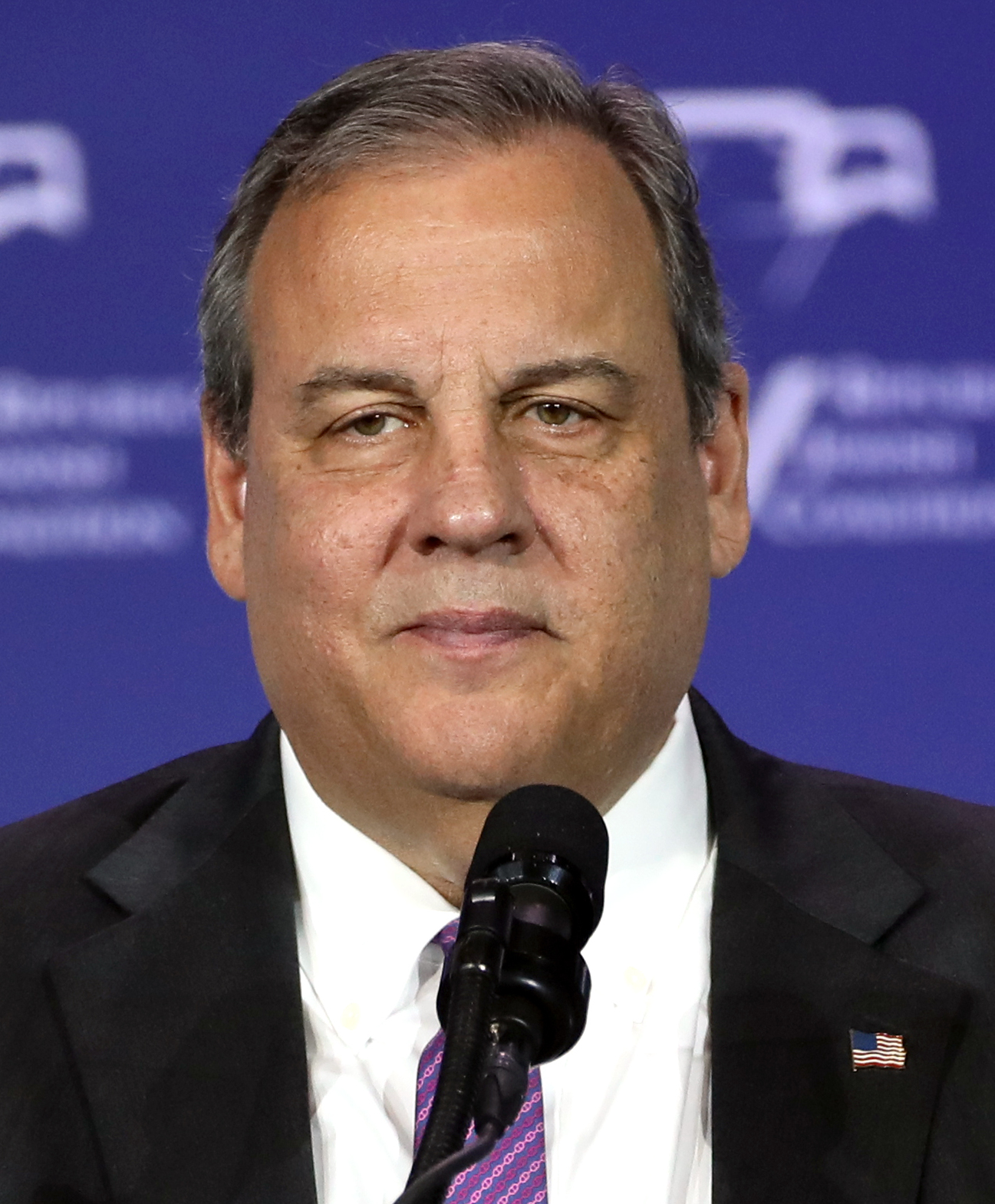
Chris Christie
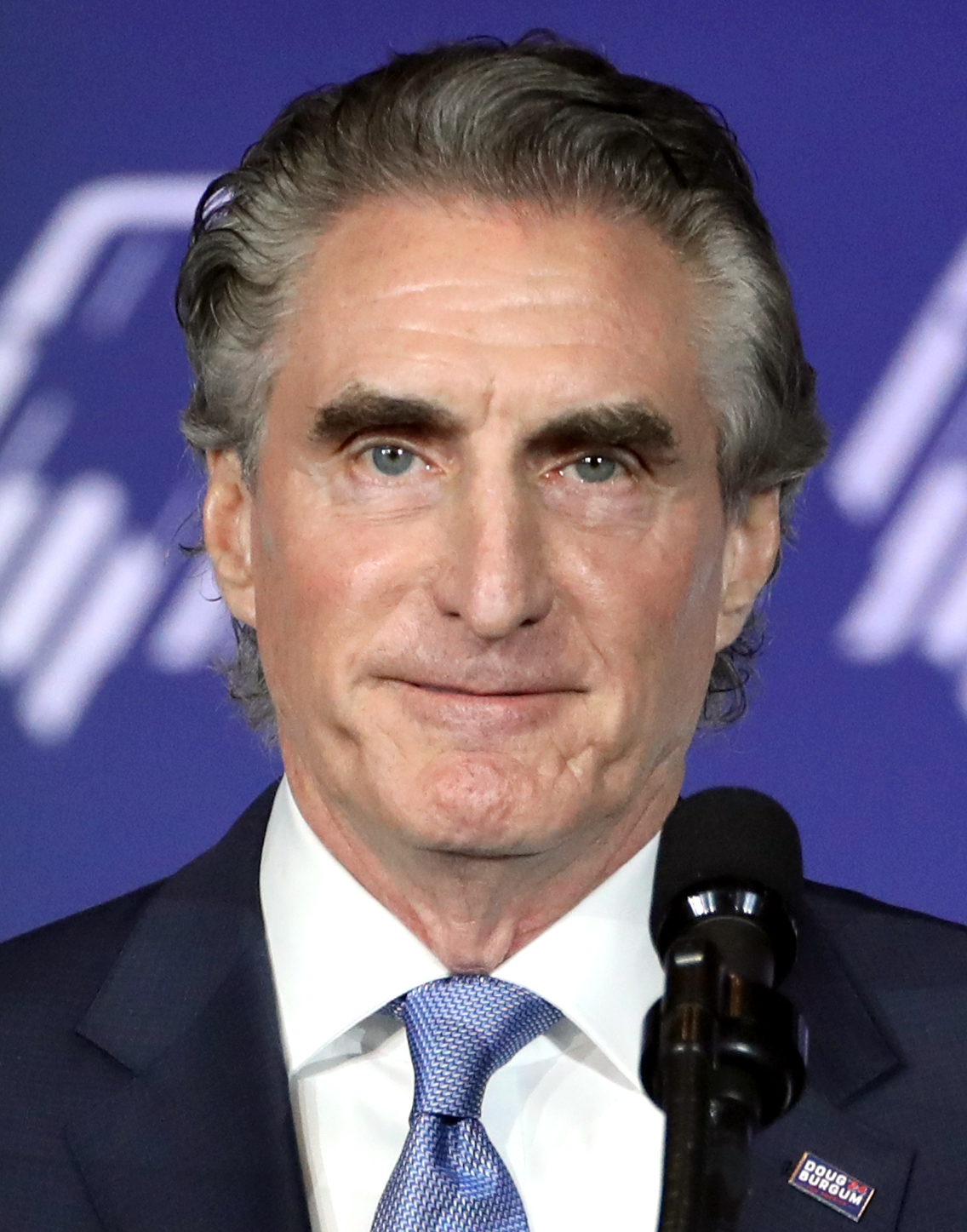
Doug Burgum
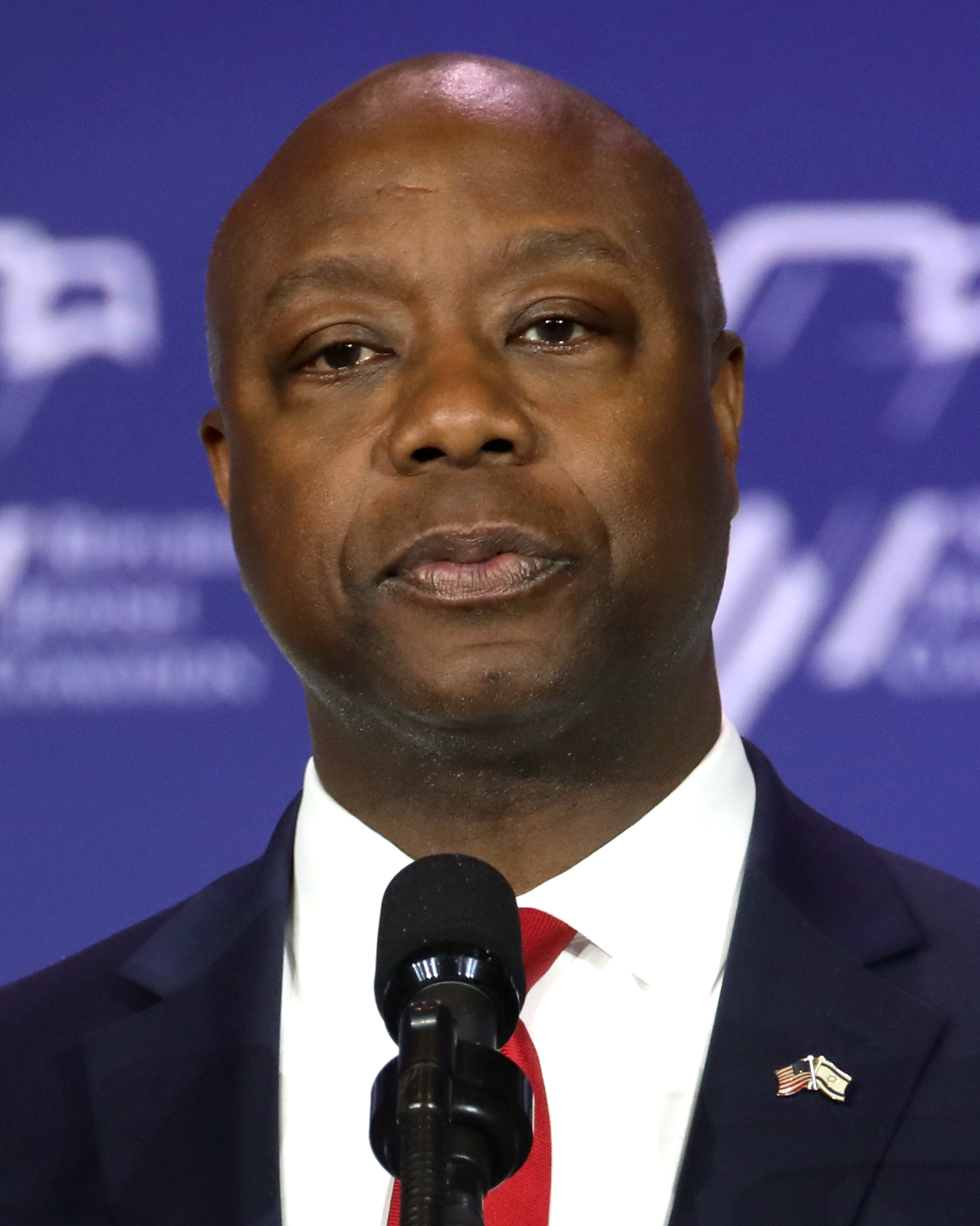
Tim Scott
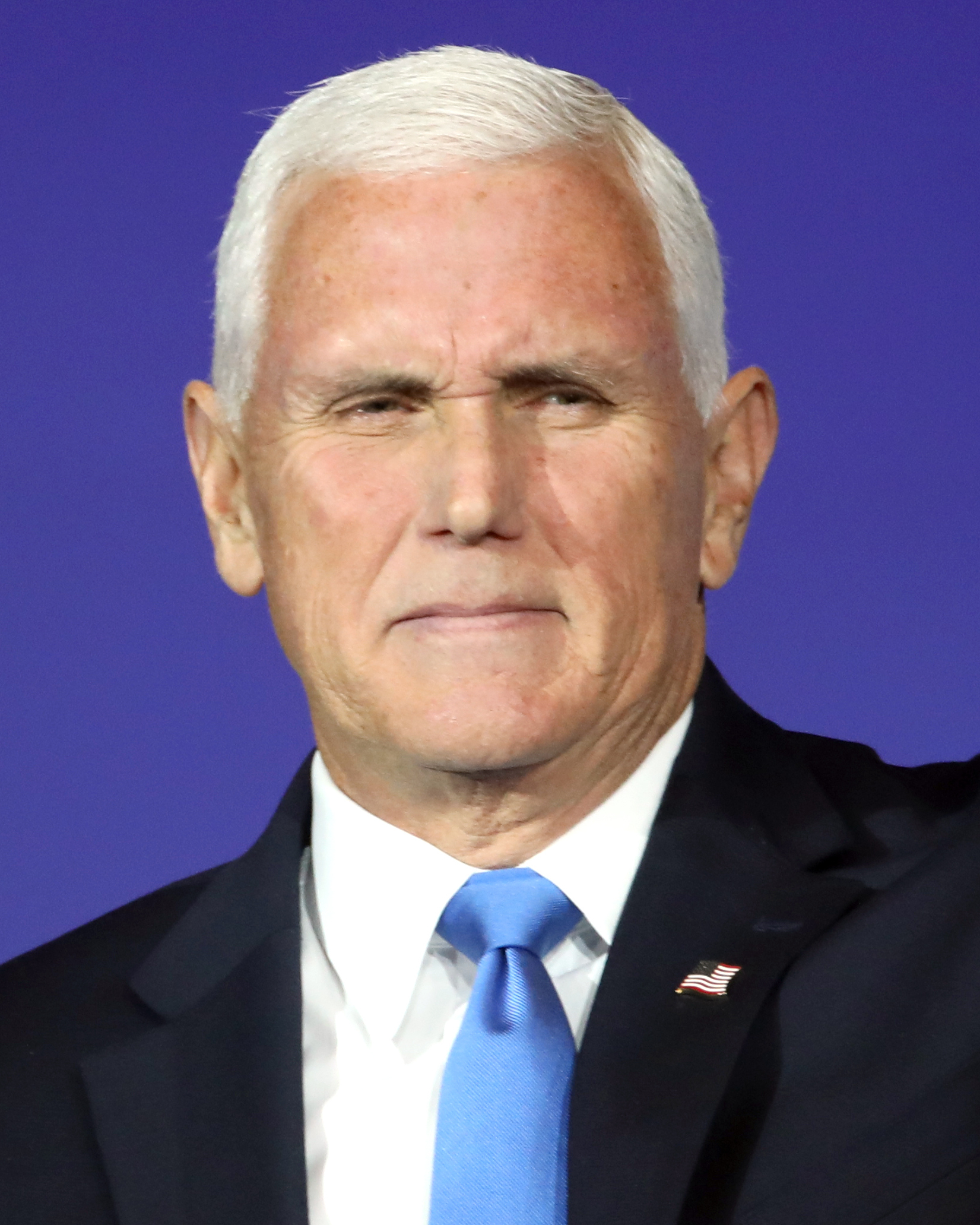
Mike Pence
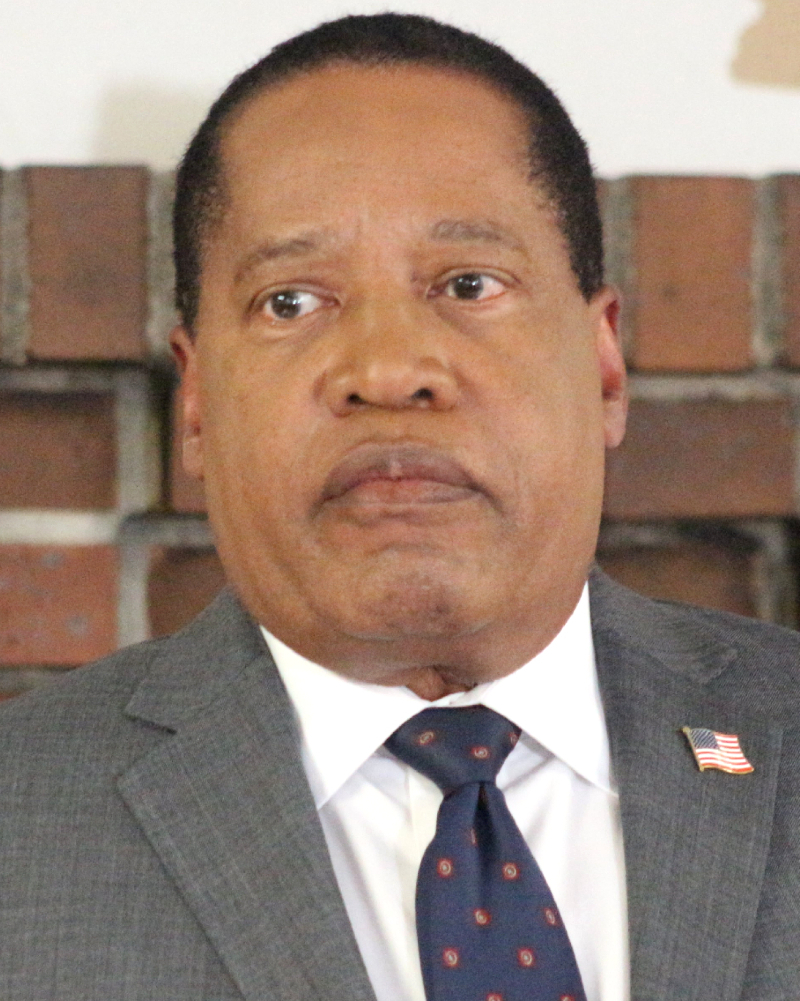
Larry Elder
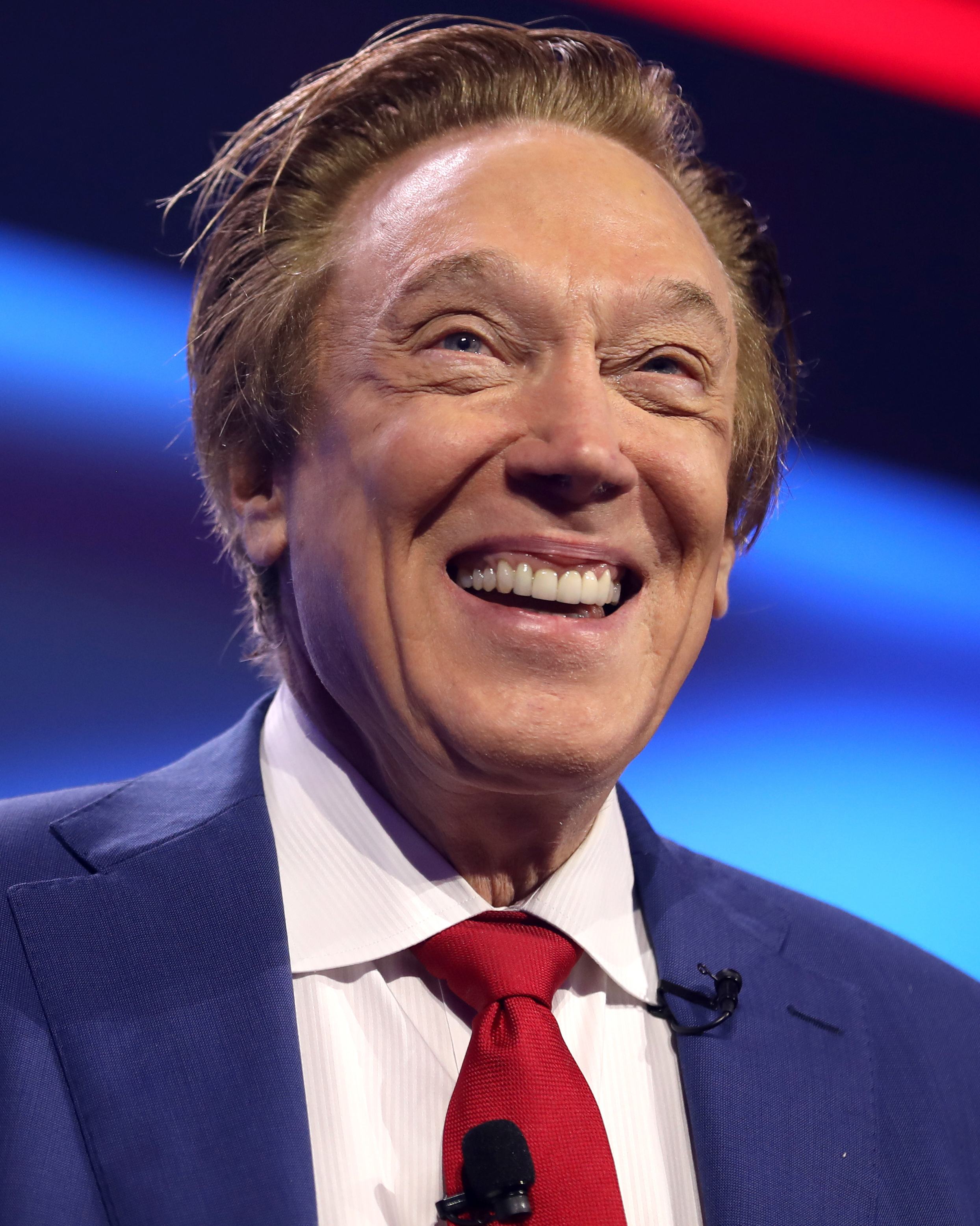
Perry Johnson(inne języki)

### Partia Libertariańska
Niektóre sondaże ogólnokrajowe uwzględniały kandydatów określonych jako generic libertarian, odnosząc się do Partia Libertariańskiej ze względu na jej wyróżniające się wyniki na tle innych partii, niż Partia Demokratyczna i Partia Republikańska. W XXI wieku kandydat Partii Libertariańskiej osiągnął swój najlepszy wynik w wyborach w 2016 roku, zdobywając 3,3% głosów powszechnych.

#### Zwycięzca prawyborów w Partii Libertarańskiej

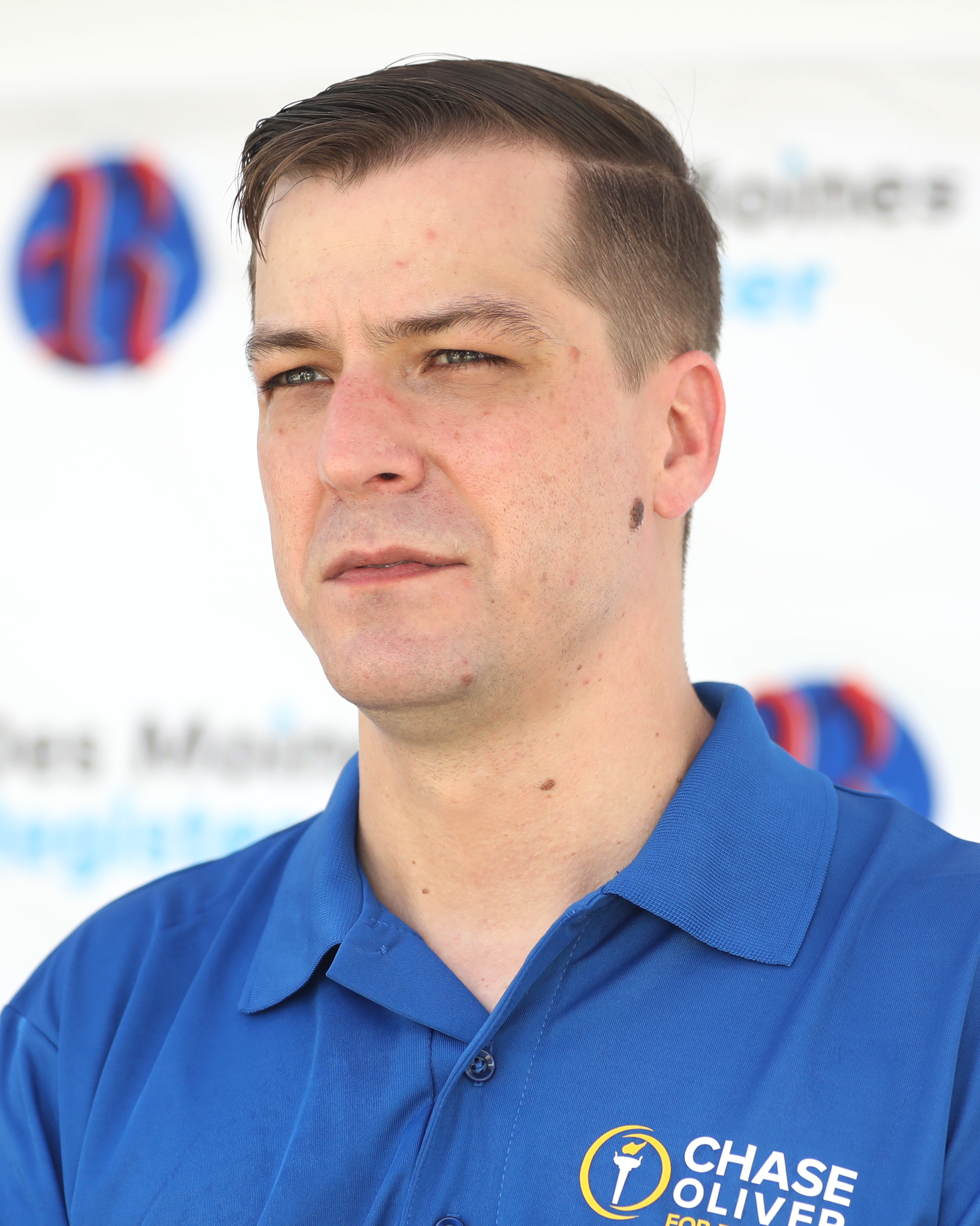
Chase Oliver

#### Pozostali uczestnicy prawyborów w Partii Libertarańskiej

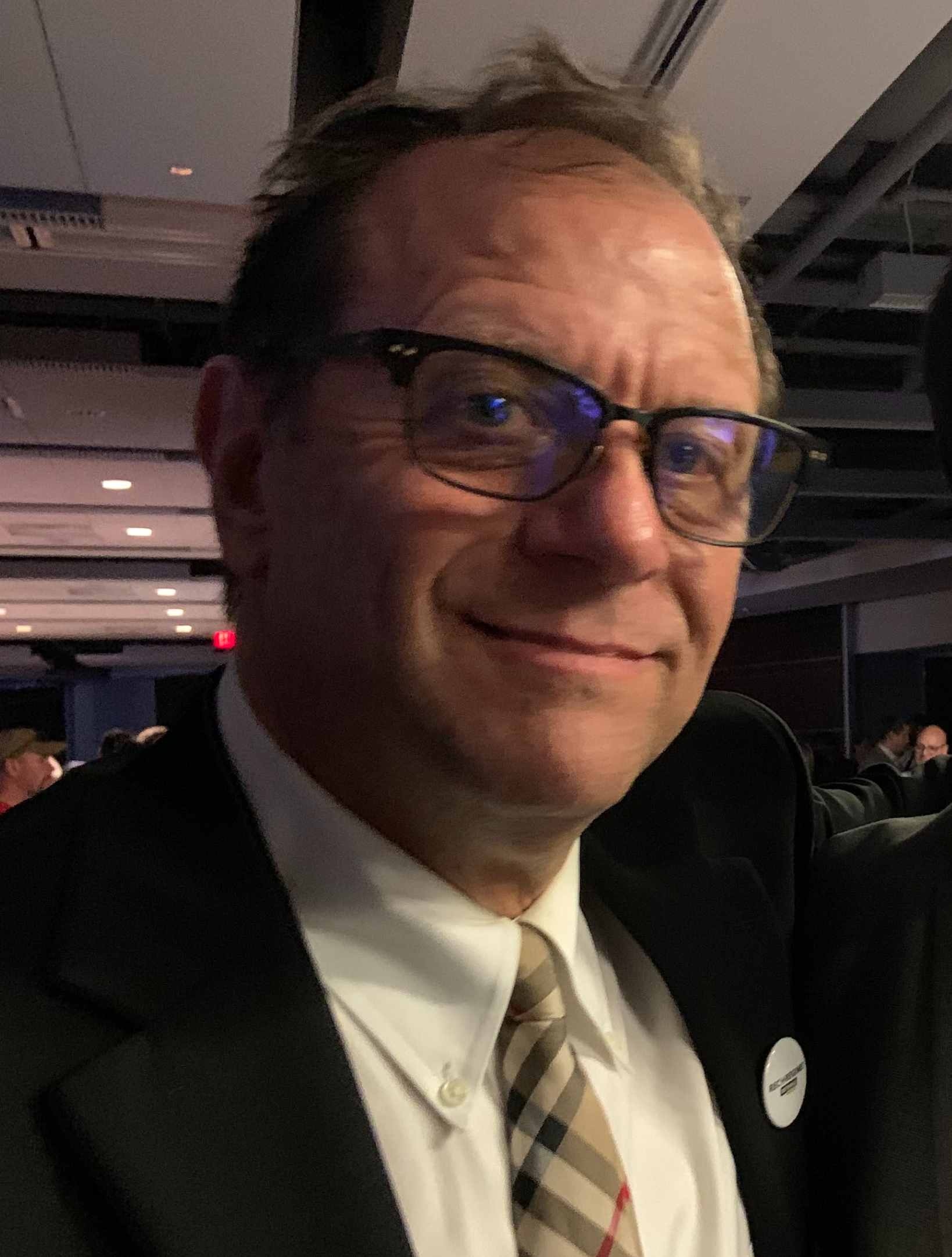
Michael Rectenwald
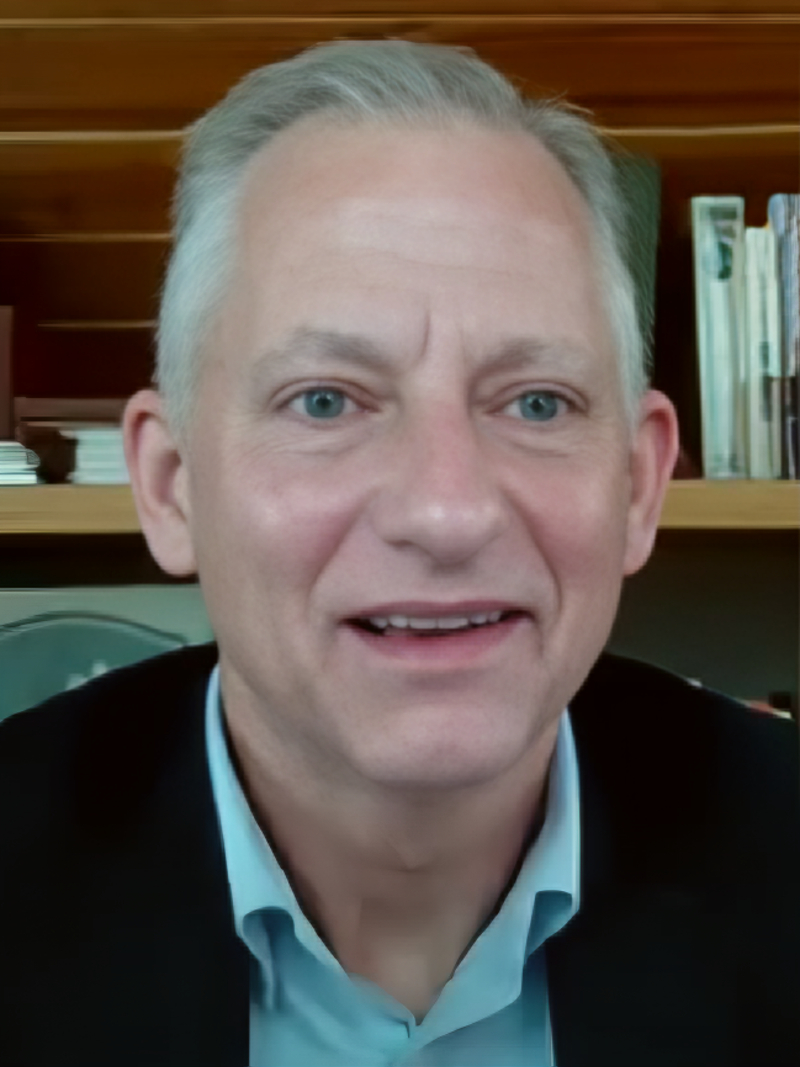
Mike Ter Maat
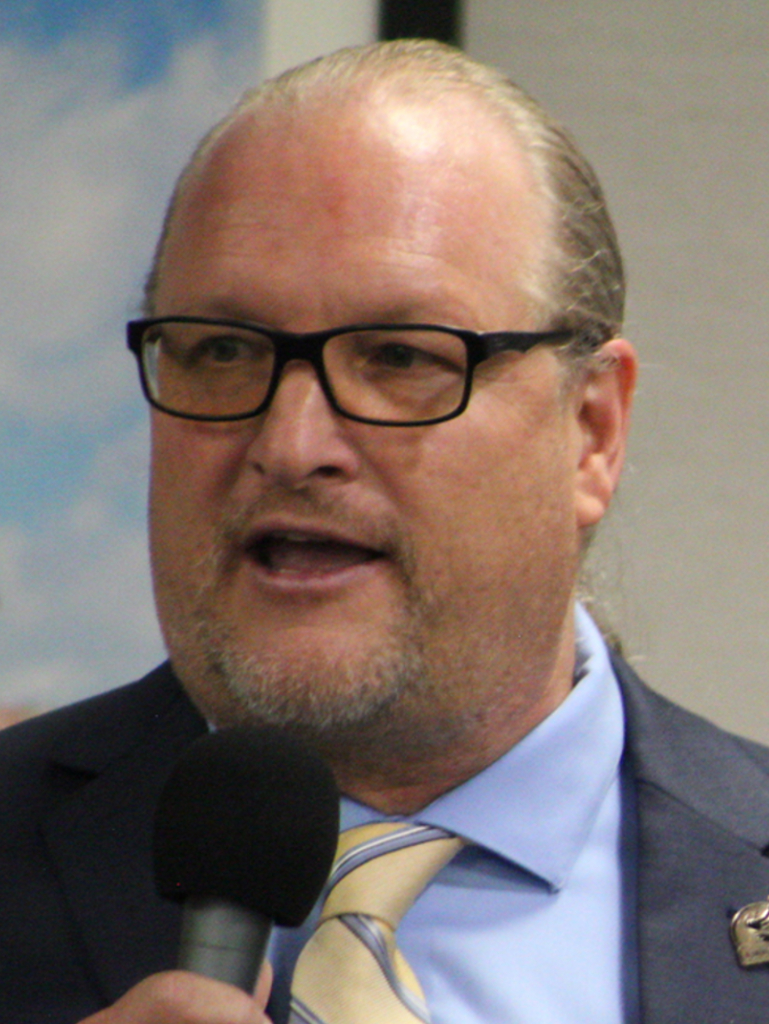
Lars Mapstead
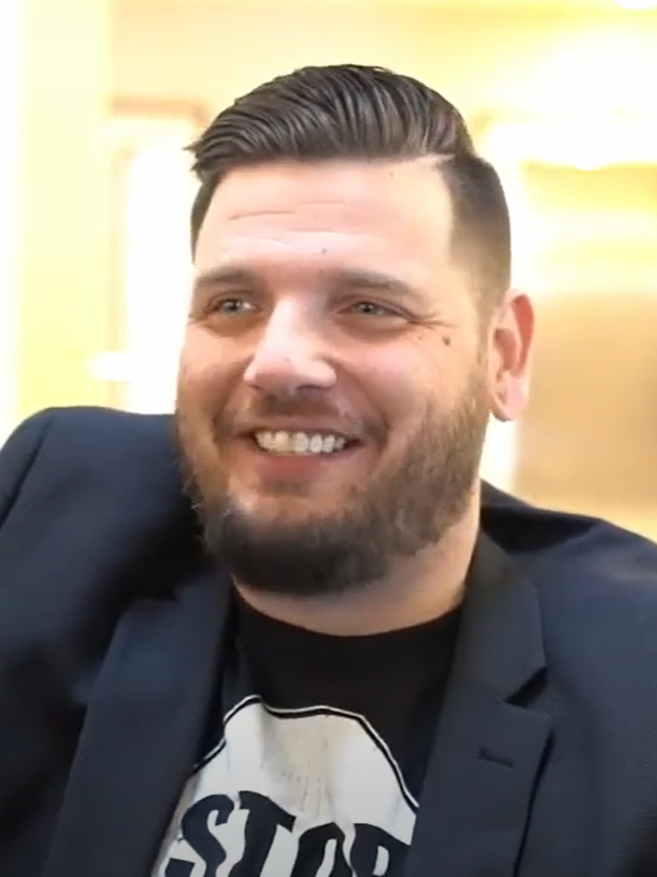
Joshua Smith
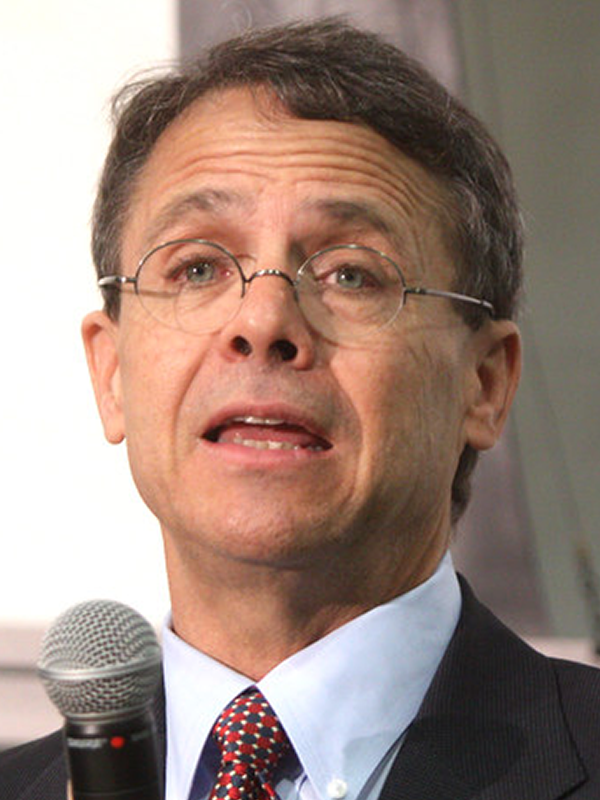
Jacob Hornberger
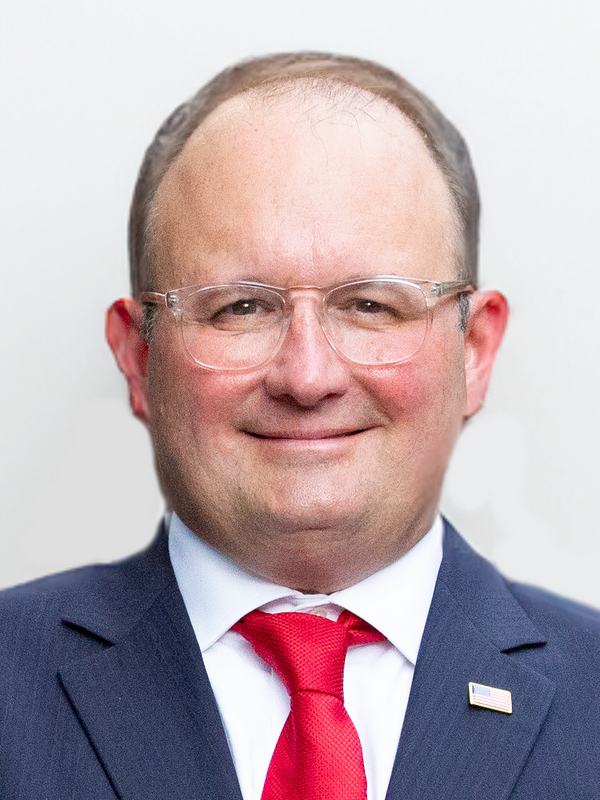
Charles Ballay
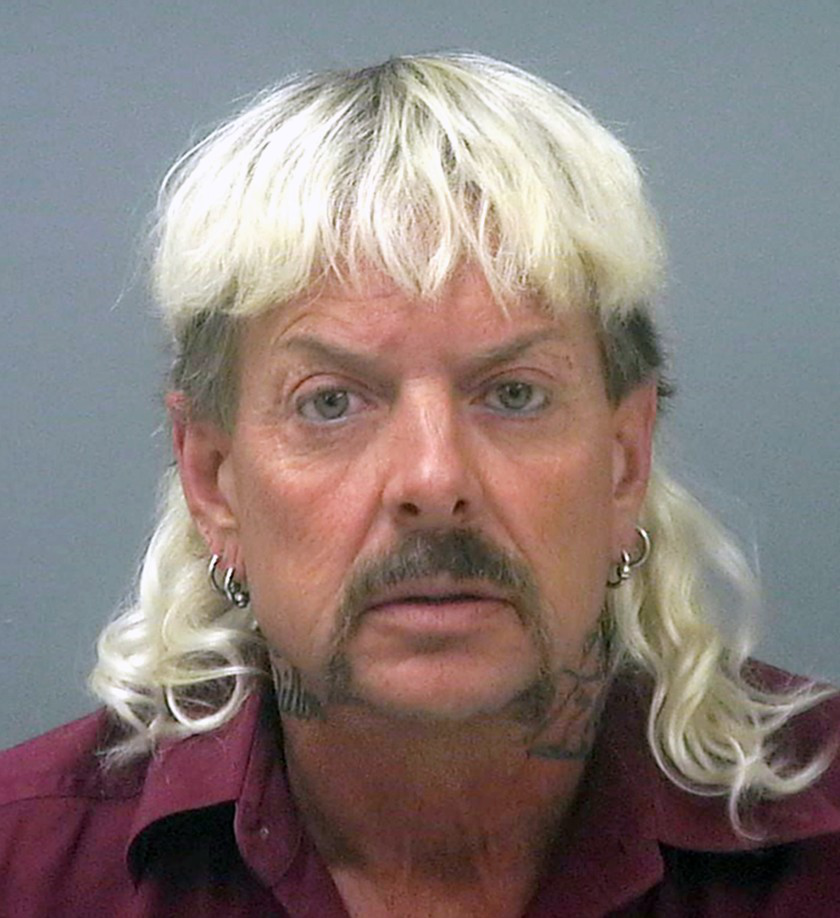
Joe Exotic

### Partia Zielonych
Niektóre sondaże ogólnokrajowe uwzględniały kandydatów określonych jako Green Party candidate, odnosząc się do Partia Zielonych ze względu na jej wyróżniające się wyniki na tle innych partii, niż Partia Demokratyczna i Partia Republikańska. W XXI wieku kandydat Partii Zielonych osiągnął swój najlepszy wynik w wyborach w 2016 roku, zdobywając 1,1% głosów powszechnych.
14 czerwca 2023 roku Cornel West ogłosił chęć ubiegania się o nominację Partii Zielonych na kandydata na prezydenta. Od tego czasu był uwzględniany w sondażach ogólnokrajowych. 5 października wycofał się z decyzji i zapowiedział swoją kandydaturę jako kandydat niezależny. 9 listopada Jill Stein ogłosiła swoją kandydaturę z ramienia Partii Zielonych. Wcześniej dwukrotnie kandydowała na prezydenta z ramienia tej partii. Została też uwzględniona w sondażach ogólnokrajowych.

#### Zwycięzca prawyborów w Partii Zielonych

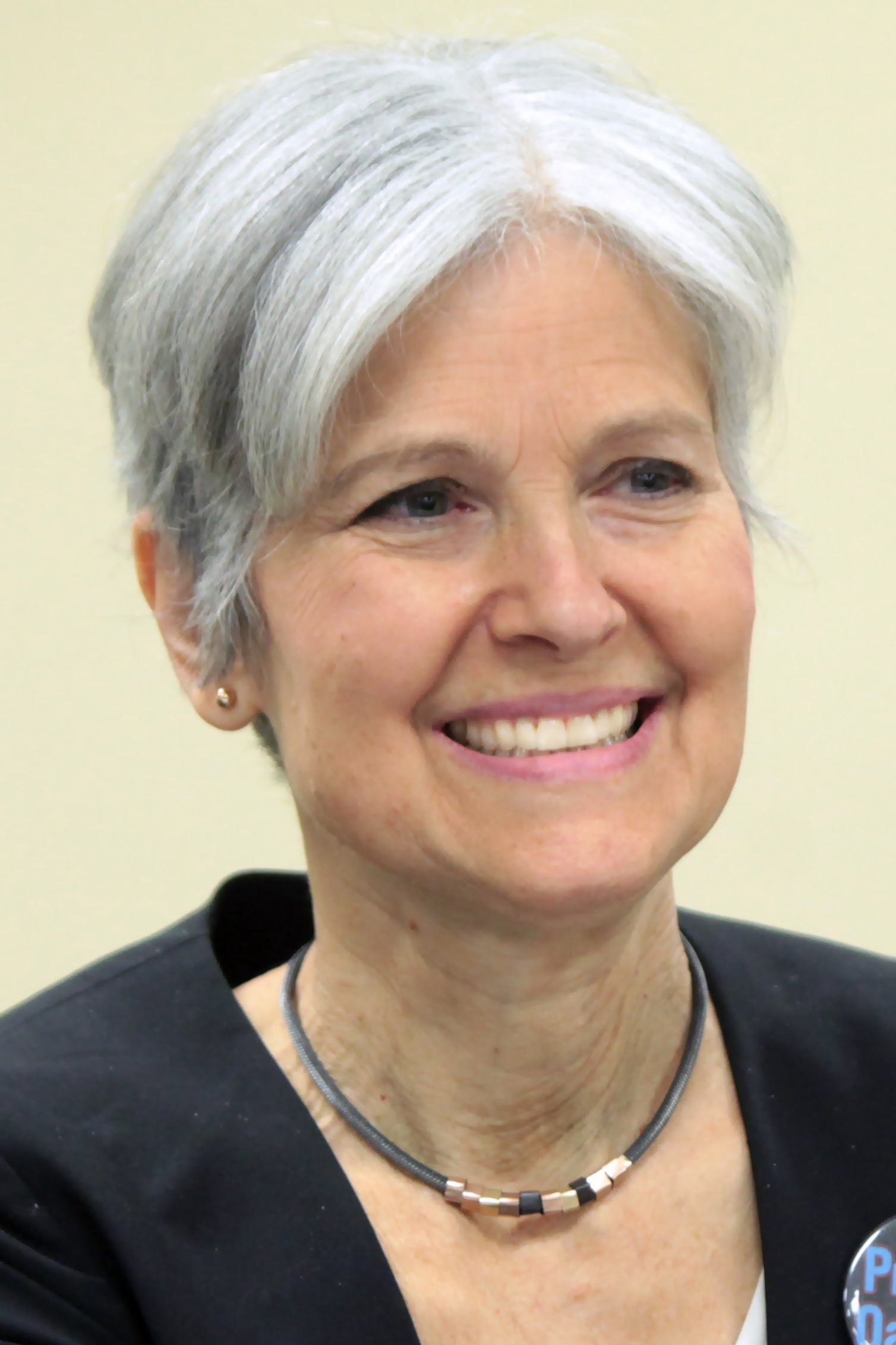
Jill Stein

#### Pozostali uczestnicy prawyborów w Partii Zielonych

Jasmine Sherman(inne języki)
Jorge Zavala
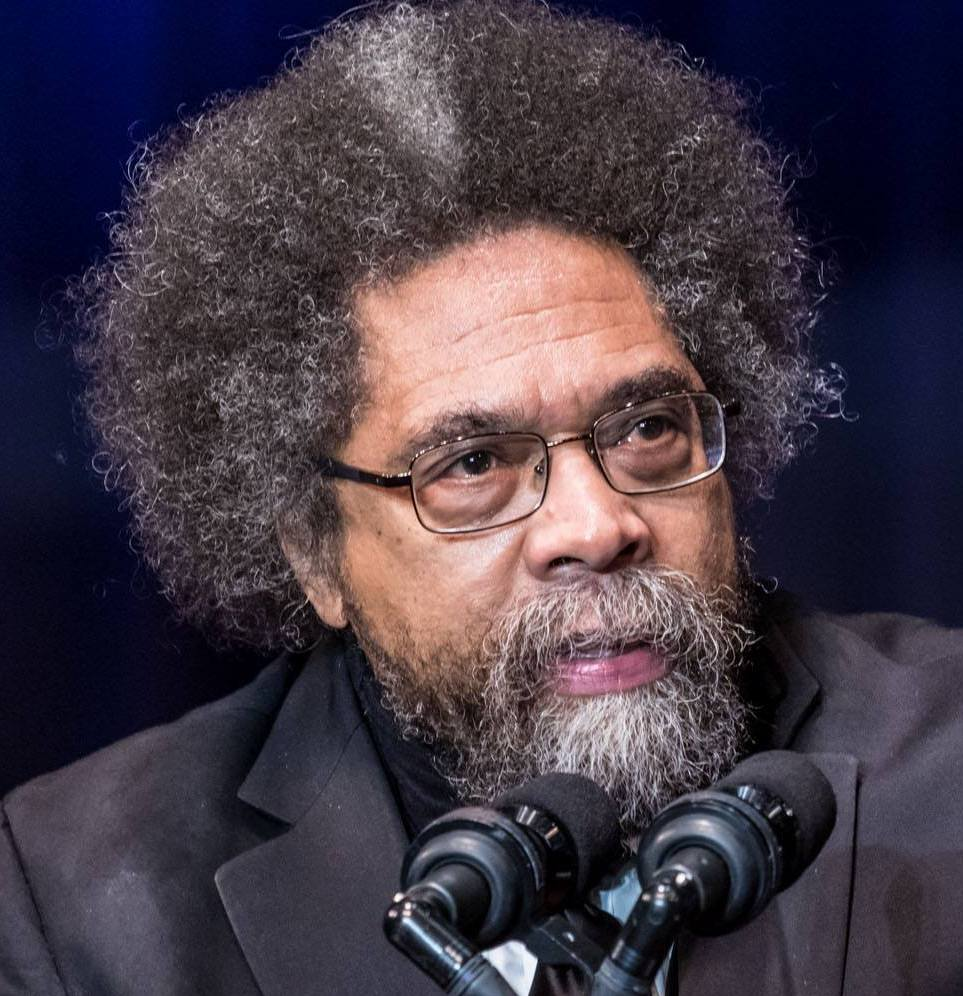
Cornel West
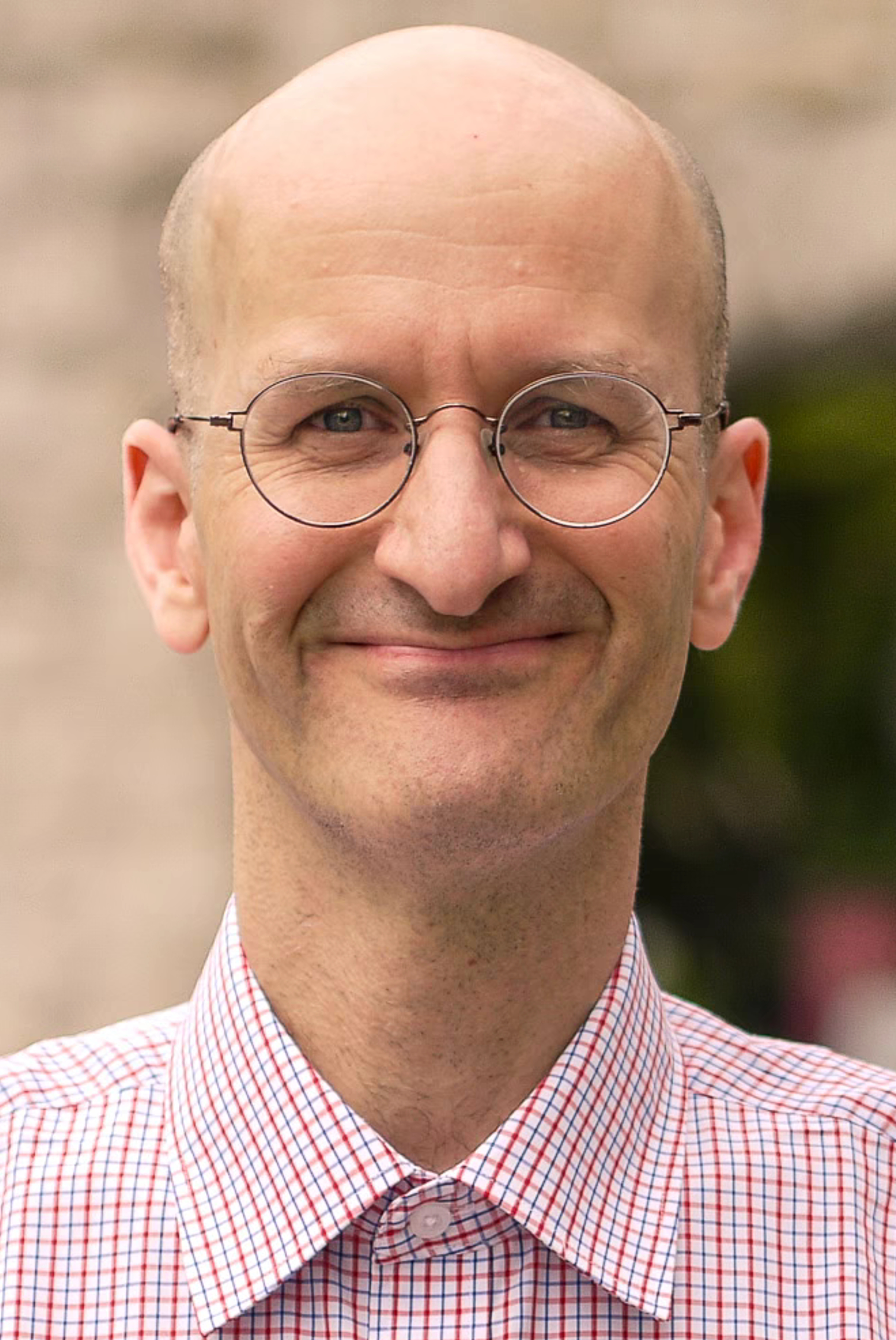
Emanuel Pastreich

## Liczba elektorów w każdym stanie

Mapa wyborcza Stanów Zjednoczonych w 2024 roku. Liczba na mapie określa liczbę głosów stanu w Kolegium Elektorów

| Stan                | Liczba elektorów |
| ------------------- | ---------------- |
| Alabama             | 9                |
| Alaska              | 3                |
| Arizona             | 11               |
| Arkansas            | 6                |
| Connecticut         | 7                |
| Dakota Południowa   | 3                |
| Dakota Północna     | 3                |
| Delaware            | 3                |
| Dystrykt Kolumbii   | 3                |
| Floryda             | 30               |
| Georgia             | 16               |
| Hawaje              | 4                |
| Idaho               | 4                |
| Illinois            | 19               |
| Indiana             | 11               |
| Iowa                | 6                |
| Kalifornia          | 54               |
| Kansas              | 6                |
| Karolina Południowa | 9                |
| Karolina Północna   | 16               |
| Kentucky            | 8                |
| Kolorado            | 10               |
| Luizjana            | 8                |
| Maine               | 4                |
| Maryland            | 10               |
| Massachusetts       | 11               |
| Michigan            | 15               |
| Minnesota           | 10               |
| Missisipi           | 6                |
| Missouri            | 10               |
| Montana             | 4                |
| Nebraska            | 5                |
| Nevada              | 6                |
| New Hampshire       | 4                |
| New Jersey          | 14               |
| Nowy Jork           | 28               |
| Nowy Meksyk         | 5                |
| Ohio                | 17               |
| Oklahoma            | 7                |
| Oregon              | 8                |
| Pensylwania         | 19               |
| Rhode Island        | 4                |
| Teksas              | 40               |
| Tennessee           | 11               |
| Utah                | 6                |
| Vermont             | 3                |
| Waszyngton          | 12               |
| Wirginia            | 13               |
| Wirginia Zachodnia  | 4                |
| Wisconsin           | 10               |
| Wyoming             | 3                |

## Wyniki
| Kandydat na prezydenta  | Partia                  | Stan rezydencji         | Głosy powszechne        | Głosy powszechne        | Głosy elektorskie | Kandydat na wiceprezydenta | Kandydat na wiceprezydenta | Kandydat na wiceprezydenta |
| Kandydat na prezydenta  | Partia                  | Stan rezydencji         | Głosy                   | Procent                 | Głosy elektorskie | Kandydat na wiceprezydenta | Stan rezydencji            | Głosy elektorskie          |
| ----------------------- | ----------------------- | ----------------------- | ----------------------- | ----------------------- | ----------------- | -------------------------- | -------------------------- | -------------------------- |
| Donald Trump            | Republikańska           | Floryda                 | 77 302 580              | 49,80%                  | 312               | J.D. Vance                 | Ohio                       | 312                        |
| Kamala Harris           | Demokratyczna           | Kalifornia              | 75 017 613              | 48,32%                  | 226               | Tim Walz                   | Minnesota                  | 226                        |
| Jill Stein              | Zielonych               | Massachusetts           | 862 049                 | 0,56%                   | 0                 | Butch Ware                 | Kalifornia                 | 0                          |
| Robert F. Kennedy Jr.   | Niezależny              | Kalifornia              | 756 393                 | 0,49%                   | 0                 | Nicole Shanahan            | Kalifornia                 | 0                          |
| Chase Oliver            | Libertariańska          | Georgia                 | 650 126                 | 0,42%                   | 0                 | Mike ter Maat              | Wirginia                   | 0                          |
| Reszta                  | Reszta                  | Reszta                  | 649 541                 | 0,42%                   | —                 | Reszta                     | Reszta                     | —                          |
| Razem                   | Razem                   | Razem                   | 155 238 302             | 100%                    | 538               |                            |                            | 538                        |
| Potrzebne do zwycięstwa | Potrzebne do zwycięstwa | Potrzebne do zwycięstwa | Potrzebne do zwycięstwa | Potrzebne do zwycięstwa | 270               |                            |                            | 270                        |

## Debaty
20 listopada 2023 roku organizacja Commission on Presidential Debates (CPD) ogłosiła zaplanowane terminy debat prezydenckich. W maju 2024 roku kampania Bidena zaproponowała zorganizowanie dwóch debat poza harmonogramem CPD i odmówiła pojawienia się na debatach organizowanych przez CPD. Zarówno Biden, jak i Trump zgodzili się na debatę zorganizowaną 27 czerwca w CNN i 10 września w ABC News.
| 1 | 27 czerwca 2024 21:00 EDT  | CNN      | Atlanta, Georgia        | Jake Tapper Dana Bash   | P | N/A | P |
| 2 | 10 września 2024 21:00 EDT | ABC News | Filadelfia, Pensylwania | David Muir Linsey Davis | W | P   | P |

| 1 | 1 października 2024 21:00 EDT | CBS News | Nowy Jork, Nowy Jork | Margaret Brennan Norah O’Donnell | P | P |

### 27 czerwca
CNN było gospodarzem pierwszej dużej debaty wyborczej 27 czerwca, którą obejrzało 51 milionów widzów. Media określiły przebieg debaty Bidena jako „katastrofę”. Niektórzy eksperci zauważyli, że często tracił tok myślenia i udzielał krętych, niejasnych odpowiedzi.
G. Elliott Morris i Kaleigh Rogers z 538 ABC News argumentowali, że Biden nie zapewnił wyborców, że jest w stanie sprawować funkcję prezydenta przez kolejne cztery lata. Po debacie wybrani urzędnicy, stratedzy partii i osoby zajmujące się zbiórką pieniędzy rozmawiały na temat zastąpienia Bidena na stanowisku kandydata partii, w tym na temat tego, czy wybitni Demokraci powinni złożyć publiczne oświadczenie, prosząc go o ustąpienie. W odpowiedzi Biden początkowo oświadczył, że nie wycofa się, a wybitni politycy Demokratów, Barack Obama i Hillary Clinton, po debacie ponownie wyrazili swoje poparcie dla Bidena. Przebieg debaty ostatecznie doprowadził do szeregu wydarzeń, w wyniku których 21 lipca Biden wycofał swoją kandydaturę na reelekcję.

### 10 września
Druga debata prezydencka odbyła się 10 września, a gospodarzem było ABC News. 2 sierpnia 2024 roku Trump ogłosił, że wycofuje się z debaty, ponieważ zgodził się debatować jedynie z Bidenem, a nie z Harris i zaproponował debatę w Fox News. Jednak 8 sierpnia 2024 roku ABC poinformowało, że obaj kandydaci zgodzili się na debatę zgodnie z pierwotnym planem.
Debata odbyła się w National Constitution Center w Filadelfii. Moderatorami byli David Muir i Linsey Davis, a ich wystąpienie trwało około 100 minut. Mikrofony były włączane, gdy nadeszła kolej kandydata na zabranie głosu, i poza tym wyciszane. Tematy debaty ABC obejmowały aborcję, gospodarkę, politykę zagraniczną i imigrację. Były pytania, na które żaden z uczestników nie odpowiedział. Większość organizacji informacyjnych uznała Harris za zwycięzcę debaty, a sondaże wykazały, że wyborcy uważali, że Harris wygrała debatę z „historycznie dużą” przewagą, jak określił to The Washington Post. Podczas debaty Trump wygłosił wiele fałszywych twierdzeń i skrajnych stwierdzeń, w tym fałszywe twierdzenia o imigrantach zjadających zwierzęta domowe i o Demokratach popierających dzieciobójstwo. CNN odkryło, że Trump wygłosił podczas debaty ponad 30 fałszywych twierdzeń, podczas gdy Harris tylko jedno. Republikanie przypisywali słaby występ Trumpa w debatach ich odczuciu, że ABC News jest stronnicze w moderowaniu debat, ponieważ moderatorzy sprawdzali fakty dotyczące jego wypowiedzi ponad cztery razy, ale nie sprawdzali faktów dotyczących Harris.
Nielsen Media Research podało, że debatę oglądało 67,1 mln widzów w ABC i 16 innych sieciach telewizyjnych, podczas gdy debatę prezydencką między Bidenem a Trumpem z 27 czerwca oglądało 51,3 mln widzów; dodatkowe siedem milionów widzów oglądało transmisję na platformach streamingowych należących do Disneya.

### 1 października
15 sierpnia 2024 roku kandydaci na wiceprezydenta J.D. Vance i Tim Walz zgodzili się na debatę zorganizowaną w CBS News 1 października w CBS Broadcast Center w Nowym Jorku. Podczas debaty poruszono tematy imigracji, aborcji i gospodarki. Weryfikacja faktów odbywała się głównie online, przy czym Vance przedstawił więcej fałszywych i wprowadzających w błąd twierdzeń niż Walz.
43 miliony widzów oglądało debatę. Wielu widzów debaty postrzegało ją jako „pozytywną” i „cywilizowaną”. Według sondaży obaj kandydaci uzyskali mniej więcej tyle samo głosów wśród widzów, którzy zostali zapytani, kto wygrał debatę, natomiast Vance został uznany za zwycięzcę przez większość felietonistów.